# 嵯峨野線
嵯峨野線（さがのせん）は、西日本旅客鉄道（JR西日本）山陰本線のうち、京都府京都市下京区の京都駅から同府南丹市の園部駅までの区間に付けられた愛称である。この愛称は1988年（昭和63年）3月13日から使用されており、本来の名称である山陰線とあわせて「嵯峨野山陰線」と案内されることもある。
JR西日本のアーバンネットワークの路線の一つである。起点の京都駅から京都市内を縦貫し、京都府中部（南丹）へと伸びている。ラインカラーは紫（■）であり、選定理由は「京の優雅さをイメージ」とされている。路線記号は E 。

## 概要
観光地として人気のある嵯峨野・嵐山方面へのアクセスルートのひとつで、玄関口である嵯峨嵐山駅を中心に、春・秋の行楽シーズンに多くの利用がある。保津峡の保津川下りや、保津川沿いの山陰本線（当路線）の旧線を活用した嵯峨野観光鉄道線（トロッコ嵯峨駅 - トロッコ亀岡駅）へのアクセス路線であり、保津峡駅→馬堀駅間においては、保津川でのラフティング客の帰路の足として重宝されている。さらに沿線には多くの高校・大学を抱えているほか、近年は外国人観光客等の増加により年間を通して利用客は増加傾向にある。
嵐山方面へのアクセスの競合路線としては、京都市内では京福電気鉄道（嵐電）嵐山本線や阪急嵐山線などがある。当路線の嵯峨嵐山駅に対して、京福電気鉄道の嵐山駅の方が、天龍寺や渡月橋などの嵐山の主要な観光地へのアクセスに優れる。阪急嵐山線の嵐山駅は桂川の対岸に位置していているものの、徒歩圏内である。一方で、当路線はこれらの競合路線の中で唯一、ターミナル駅である京都駅に直接乗り入れている。嵯峨野線区間全体の競争相手としては京阪京都交通（旧：京都交通）による国道9号を経由して京都市内（京都駅、阪急京都本線桂駅）と亀岡およびその以西とを結ぶ路線バスなどがある。
全区間が旅客営業規則上の大都市近郊区間の「大阪近郊区間」、およびIC乗車カード「ICOCA」エリアに、京都駅 - 亀岡駅間が電車特定区間に含まれている。

## 路線データ
- 管轄（事業種別）：西日本旅客鉄道（第一種鉄道事業者）
- 路線距離（営業キロ）：34.2 km
- 軌間：1,067 mm
- 駅数：16（起終点駅含む）
- 複線区間：全線複線（ただし、京都駅から京都貨物駅への分岐点付近までは単線）
- 電化区間：全線電化（直流1,500 V）
- 閉塞方式：自動閉塞式
- 保安装置：ATS-PおよびATS-SW（拠点P方式）
- 運転指令所：大阪総合指令所
- 最高速度：
  - 京都駅 - 嵯峨嵐山駅間、馬堀駅 - 園部駅間：120 km/h
  - 嵯峨嵐山駅 - 馬堀駅間：130 km/h
- IC乗車カード対応区間：
  - ICOCAエリア：全線（全線PiTaPaポストペイサービス対象区間）

全区間を近畿統括本部が管轄している。

## 沿線概況
京都駅では北西の専用ホームから発車している。京都駅を発車すると東海道本線（JR京都線）に沿って西進して一度単線となるが、大宮通をくぐった先から複線になる。ここまでが京都駅構内である。左手に梅小路運転区、右手には梅小路公園とすぐ横を走る京都鉄道博物館（元の梅小路蒸気機関車館）の「SLスチーム号」の線路を見ながら右に大きくカーブして高架区間に入り、かつて東海道本線の支線である山陰連絡線が分岐していた地点を過ぎるとまもなく梅小路京都西駅に着く。2019年（平成31年）に開業した同駅は、京都駅から距離のあった梅小路公園や京都鉄道博物館への最寄駅として観光客の利便性向上と京都駅の機能分散、地域活性化を図って設置された。次の丹波口駅付近には京都市中央卸売市場第一市場や京都リサーチパークがある。京福電気鉄道（嵐電）嵐山本線、四条通（四条通の地下には阪急電鉄京都線が走っている）、三条通を越え、右手に立命館朱雀キャンパス、正面に大きな楕円形の屋根が見え始めると二条駅である。丹波口駅から二条駅までは千本通（平安京朱雀大路跡）にほぼ沿ってきたことになる。
二条駅を出ると、左にカーブして進路を再び西に変えると丸太町通に沿って、円町駅、さらに進むと三角屋根が目立つ花園駅に到着する。花園駅を出ると、一旦地上に下りて高架の天神川通（国道162号）をくぐると再び高架になるが、その高架も左手に東映太秦映画村を過ぎて嵐電北野線を越えると終わり、地上駅の太秦駅に到着する。この付近から高いビルが目立たなくなり高度を上げて進んでいくと、2面4線の嵯峨嵐山駅に到着する。嵯峨嵐山駅は嵯峨野線全線複線化工事により橋上駅となり、構内の配線も上下共に同一ホームで緩急接続ができるように改良された。
嵯峨嵐山駅のすぐ横には、かつての嵯峨野線旧線を転用した観光路線である嵯峨野観光鉄道嵯峨野観光線のトロッコ嵯峨駅があり、ここから分岐まで下り線に乗り入れている。この付近から住宅地も少なくなり雑木林の中を進むようになるが、嵯峨野観光線と分岐すると全長1,450 mの小倉山トンネルを進む。トンネルを抜けて嵯峨野観光線と保津川を渡る第一保津川橋梁を抜けると第一保津トンネルを通過し、第二保津川橋梁上に駅がある保津峡駅である。すぐに第二保津トンネルに入り、トンネルを抜けては保津川を渡ってを2回繰り返して地蔵トンネルを抜けると、右側から嵯峨野観光線が見え始めて並走しトロッコ亀岡駅を過ぎ、右にカーブをすると馬堀駅で、しばらく右側には田園風景（保津川の遊水地）、左側には住宅地が多く立ち並ぶ中を進むと亀岡駅に到着する。亀岡駅は嵯峨嵐山駅と同じく、嵯峨野線全線複線化に伴って橋上駅となった。亀岡駅北側はこれまで保津川の遊水地となっていた関係で田園風景が残されていたが、スタジアムや商業地・住宅地の開発が盛んに行われるようになった。
亀岡駅を出ると、左手には引き続き住宅地が広がり、右手には田園風景が広がる。前川を渡り始めるとこのあたりから右側にも住宅地が立ち並ぶようになり、マンション・アパート等が見え始めると緩やかな右カーブを進んで並河駅、そのまま直進を続けると千代川駅である。国道9号をくぐって、左にカーブを進むと国道9号と大堰川と並行する。亀岡市・南丹市市境でもある、この辺りから沿線に田園風景が広がる。八木駅を通過し、京都縦貫自動車道をくぐって山間を抜けると吉富駅で、そのまま北上を続けると嵯峨野線の終点、園部駅に到着する。

## 運行形態
京都市と北近畿方面とを結ぶ特急のほか、快速・普通が運転されている。1996年（平成8年）3月15日までは急行も運転されていた。
日中は1時間あたり特急1本、快速1本、普通4本の運転である。日中の普通は2010年（平成22年）3月の複線化事業の完了により京都駅 - 亀岡駅間で20分間隔となったが、2017年（平成29年）3月に嵯峨嵐山駅発着の普通列車が設定されたことにより、京都駅 - 嵯峨嵐山駅間で15分間隔となった（保津峡駅・馬堀駅では30分の間隔が空く）後、2021年（令和3年）3月のダイヤ改正で嵯峨嵐山発着列車がなくなり20分間隔に戻った。しかし、2024年（令和6年）3月のダイヤ改正で嵯峨嵐山駅発着の普通列車が再度設定されることになり、京都駅 - 嵯峨嵐山駅間で15分間隔に戻された。
紅葉シーズンを中心に、京都駅 - 嵯峨嵐山駅間に臨時列車が運転されているほか、定期列車の増結も行われる。かつては、京都駅でスイッチバックまたは、丹波口駅から東海道本線の支線である山陰連絡線を利用して、大阪方面との間に臨時新快速が運転されていたことがあった（「大阪方面からの臨時列車」を参照）。近畿地方交通審議会では、山陰連絡線を活用して大阪方面との相互直通運転案を検討したが、新駅設置の妨げになるとして山陰連絡線は2016年（平成28年）2月をもって廃止された。
2020年（令和2年）以降の新型コロナウイルス感染症流行の影響で観光需要を中心に旅客が減少し、JR西日本ではダイヤ改正で減便などの対応を行ったが、それが一定の収まりを見せた2023年（令和5年）からは需要が急回復して、減便したままのダイヤや、オール転換クロスシート車両では混雑が問題視されるようになり、JR西日本では日常的に増結や臨時列車運転などの対応に追われている。
日本国有鉄道（国鉄）の時代は汽車ダイヤであり、長距離特急や長距離普通列車を中心に運行され、京都近郊の日常的な需要に対してはほとんど考慮されていなかった。
| 種別＼駅名 | 種別＼駅名              | 京都                    | …                       | 嵯峨嵐山                | 嵯峨嵐山                | …                       | 亀岡                    | 亀岡                    | …                       | 園部                    | …           |
| ---------- | ----------------------- | ----------------------- | ----------------------- | ----------------------- | ----------------------- | ----------------------- | ----------------------- | ----------------------- | ----------------------- | ----------------------- | ----------- |
| 特急       | 1本                     | 1本                     | 1本                     | 1本                     | 1本                     | 1本                     | 1本                     | 1本                     | 1本                     | 1本                     | →福知山方面 |
| 快速       | 1本（亀岡以西各駅停車） | 1本（亀岡以西各駅停車） | 1本（亀岡以西各駅停車） | 1本（亀岡以西各駅停車） | 1本（亀岡以西各駅停車） | 1本（亀岡以西各駅停車） | 1本（亀岡以西各駅停車） | 1本（亀岡以西各駅停車） | 1本（亀岡以西各駅停車） | 1本（亀岡以西各駅停車） |             |
| 普通       | 3本                     | 3本                     | 3本                     | 3本                     | 3本                     | 3本                     | 3本                     |                         |                         |                         |             |
| 普通       | 1本                     |                         |                         |                         |                         |                         |                         |                         |                         |                         |             |

### 特急
朝から夜間にかけて1時間に1本運行されている。運転系統は以下の通りである。
- 京都駅 - 福知山駅・豊岡駅・城崎温泉駅間：「きのさき」
- 京都駅 - 天橋立駅・宮津駅・夕日ヶ浦木津温泉駅間：「はしだて」
- 京都駅 - 東舞鶴駅間：「まいづる」

嵯峨野線内は全列車、二条駅・亀岡駅・園部駅に停車する。「まいづる」は、京都駅 - 綾部駅間を「きのさき」または「はしだて」と併結して運転されている。ただし、2023年（令和5年）秋以降、主に春 - 秋の行楽期間中に、一部列車が嵯峨嵐山駅に臨時停車することがある。

### 快速
京都駅 - 亀岡駅間で一部の駅を通過し、亀岡駅 - 園部駅間では普通列車を補完するため、各駅に停車する。基本的な運転区間は京都駅 - 園部駅間で、福知山行きが2本、福知山発が1本、胡麻発が平日に1本設定されている（いずれも園部駅以北は普通）。日中時間帯は1時間に1本運行されており、園部駅で福知山駅（一部列車は豊岡駅・城崎温泉駅）発着の普通と接続している。朝夕には、嵯峨嵐山駅で普通と緩急接続を行う列車がある。
現在の快速は電車としては2代目（電化前、「嵯峨野線」の呼称もなかった時代にも気動車快速が存在したことがあった）で、1990年（平成2年）3月10日から2000年（平成12年）9月22日まではラッシュ時のみ京都駅 - 園部駅間に快速が運転されていた。当時の快速の途中停車駅は二条駅・嵯峨嵐山駅（1994年〈平成6年〉9月3日以前の名称は嵯峨駅）・亀岡駅で亀岡駅 - 園部駅間は無停車であり（1996年〈平成8年〉3月16日の改正で一部が八木駅にも停車）、八木駅に停車する一部の急行列車との間で千鳥停車が実施されていた。
また、国鉄時代も快速が運転されていたが、その時代は現在停車する吉富駅を通過し、現在通過する馬堀駅に停車していた。また、並河駅は普通の一部が通過するのに快速が停車するという逆転現象が起きていた。
2025年（令和7年）3月15日より、平日朝時間帯の京都行き2本と平日夕方・夜時間帯の園部行き2本に有料座席「快速 うれしート」が設定された。

### 普通
各駅に停車し、基本的に京都駅 - 嵯峨嵐山駅・亀岡駅・園部駅間で運転されている。日中時間帯は1時間に4本（京都駅 - 亀岡駅間3本、京都駅 - 嵯峨嵐山駅間1本）が運行されている。この時間帯に途中駅で快速に追い抜かれる列車は設定されていない。福知山発が1本設定されている（福知山行きはない）。車両の夜間滞泊は園部駅で行う。

### 車内自動放送
2018年（平成30年）からは、近年増加する訪日外国人に対応するため、奈良線・嵯峨野線の普通・快速列車に車掌のタブレット端末による多言語車内自動放送が導入された。嵯峨野線では221系と223系5500番台で導入、日英中韓の4カ国語での放送が行われ、嵯峨野観光トロッコの案内にも対応している。

### 過去の列車
1959年（昭和34年）に準急列車として京都駅 - 天橋立駅・東舞鶴駅／福知山駅間で「丹後」が運転を開始し、1966年（昭和41年）3月に急行列車に格上げされた。1972年（昭和47年）8月から臨時列車ではあるが、特急「あさしお」が京都駅 - 鳥取駅間で運転を開始し、10月からは定期化され最長米子駅まで運転されたが、園部駅 - 福知山駅間および北近畿タンゴ鉄道福知山駅 - 宮津駅 - 天橋立駅間の電化に伴う1996年（平成8年）3月16日のダイヤ改正で「丹後」とともに廃止された。

#### 大阪方面からの臨時列車
2002年（平成14年）の紅葉のシーズンから、土曜・休日に「嵐山もみじ号」と称して神戸発嵯峨嵐山行きの臨時列車が設定された。223系8両編成が用いられ、途中、三ノ宮駅・芦屋駅・尼崎駅・大阪駅・新大阪駅のみに停車し、京都駅を経由せずに梅小路駅（現在の京都貨物駅）から山陰連絡線を経由するものであった。2003年（平成15年）度には復路の嵯峨嵐山発神戸行きも設定され、2004年（平成16年）の春には「嵐山わかば号」として、夏には「嵐山涼風号」として同様のルートで神戸駅 - 嵯峨嵐山駅間で運転された。
2004年度（平成16年度）からは京都駅を経由するようになり、神戸駅 - 京都駅間は臨時新快速として運転し、嵯峨野線内は定期普通の時刻で運転され、この形態は運転が終了する2006年度（平成18年度）まで続くことになった。嵯峨野線内を定期列車として運転していたため、往路は園部行き、復路は亀岡発として運転された。2005年度（平成17年度）は西明石駅発着、2006年度（平成18年度）は大阪駅発着となった。
2005年（平成17年）の桜のシーズンには「嵐山さくら号」が同様に運転されていた。
また1998年（平成10年）までは「嵯峨野・嵐山ホリデー号」2往復のうちの1往復は阪和線経由で和歌山駅発着の臨時快速列車として設定されていて、221系の4両編成（1997年〈平成9年〉からは6両編成）で運転され、指定席の設定もあった。停車駅は、阪和線内の快速停車駅（当時、三国ケ丘駅・紀伊駅・六十谷駅は通過）・新今宮駅・弁天町駅・西九条駅・新大阪駅・高槻駅・丹波口駅 - 園部駅間の各駅で、大阪駅・京都駅は経由しなかったが、嵯峨野線内も通過駅があった年や京都駅を経由した年もある。
ほかにも、快速嵯峨野ホリデー号・レジャー号などが運転された。

#### 大晦日終夜運転
かつては、大晦日深夜から元旦にかけて、京都駅 - 亀岡駅間で普通のみ約60分間隔で終夜運転が実施されていたことがあった。

## 使用車両
2008年（平成20年）8月11日から新型車両223系5500番台が運用を開始したが、吹田総合車両所福知山支所所属であり、園部駅以北ならびに舞鶴線・福知山線（篠山口駅以北）での運用が主体であるため、愛称制定以来最初から嵯峨野線向けとして吹田総合車両所京都支所（旧：京都総合運転所）に新製配置された新型車両は存在しない。

### 現在の車両

#### 電車

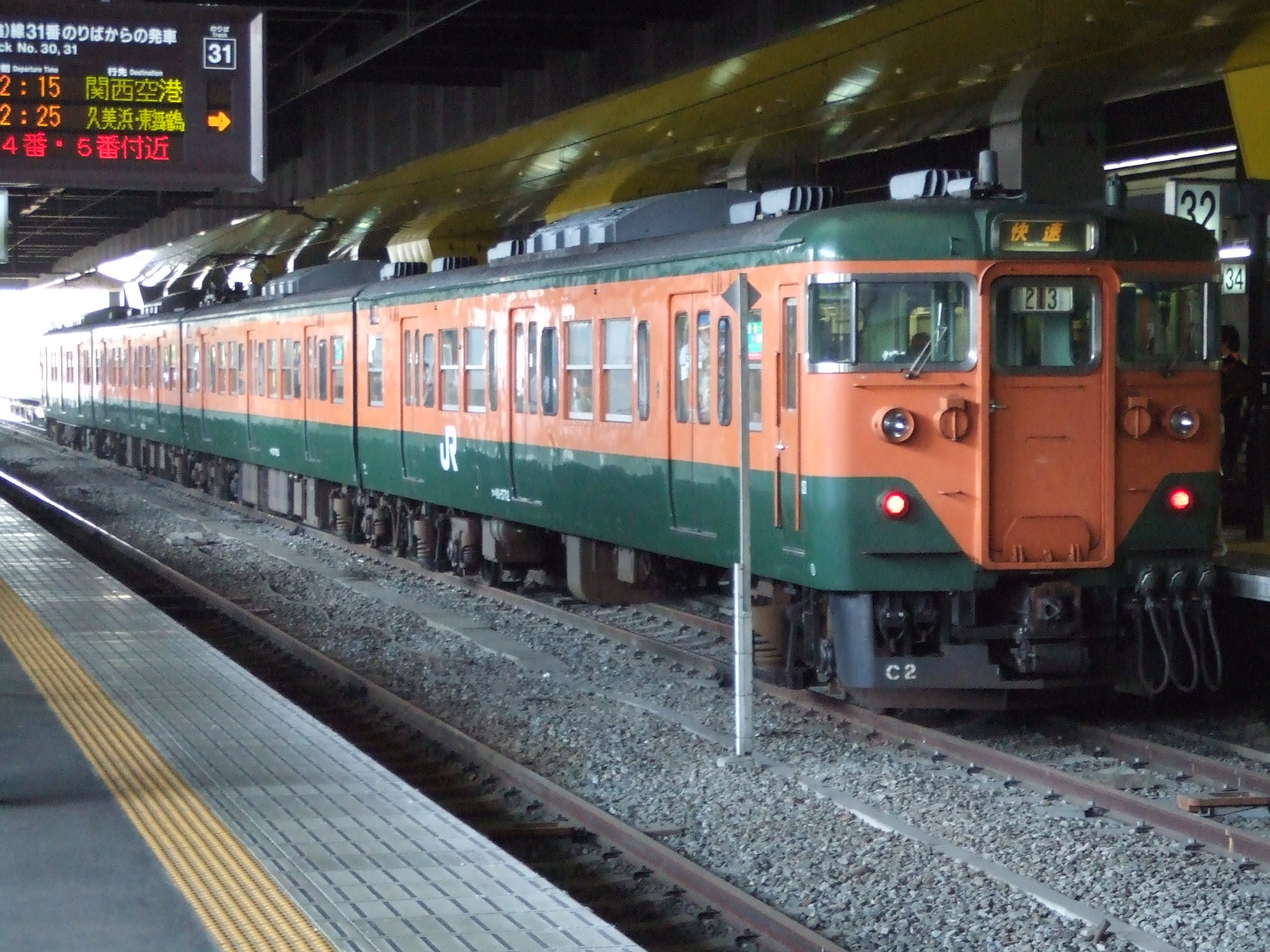
287系（吹田総合車両所福知山支所）
  - 北近畿方面の特急「きのさき」「はしだて」「まいづる」で使用されている。2011年（平成23年）3月に運用を開始した[26]。2025年（令和7年）3月ダイヤ改正後は「きのさき」1・2・4・7・8・11・12・14・15・17・19・20号、「はしだて」1・3・4・6・7・10号、「まいづる」1・2・3・4・7・8・9・10・ 11・12・13号で運用されている[27]。
  - 2024年（令和6年）2月2日からFC02編成が、同月10日からFA04編成が、京都サンガF.C.のラッピング列車「KYOTO SANGA TRAIN（きょうと サンガ トレイン）」となって運行されている[28][29]。
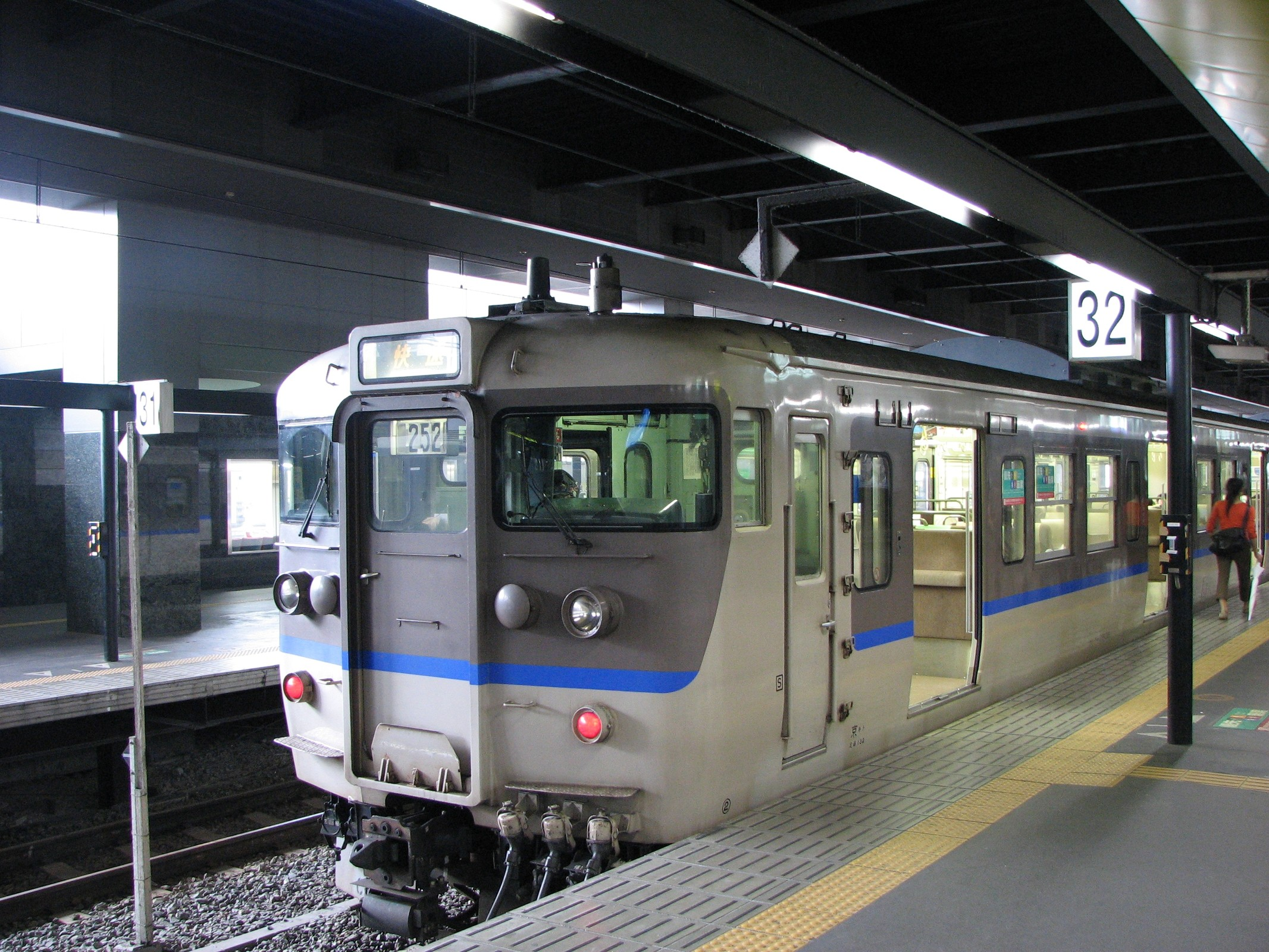
289系（吹田総合車両所福知山支所）
  - 北陸新幹線金沢開業で余剰となった683系2000番台の改造車両で、北近畿方面の特急「きのさき」で使用されている。2015年（平成27年）10月31日に運用を開始した[30][31][32]。
  - 2016年（平成28年）3月26日ダイヤ改正で、福知山線の特急「こうのとり」に使用されていた287系と運用を持ち替える形で嵯峨野線での運用を一旦終了したが、2018年（平成30年）3月17日ダイヤ改正から「きのさき」16・19号、「はしだて」7・10号の各1往復で再度嵯峨野線運用に就いた。2025年（令和7年）3月ダイヤ改正後は「きのさき」3・5・6・9・10・13・16・18号で運用されている[27]。
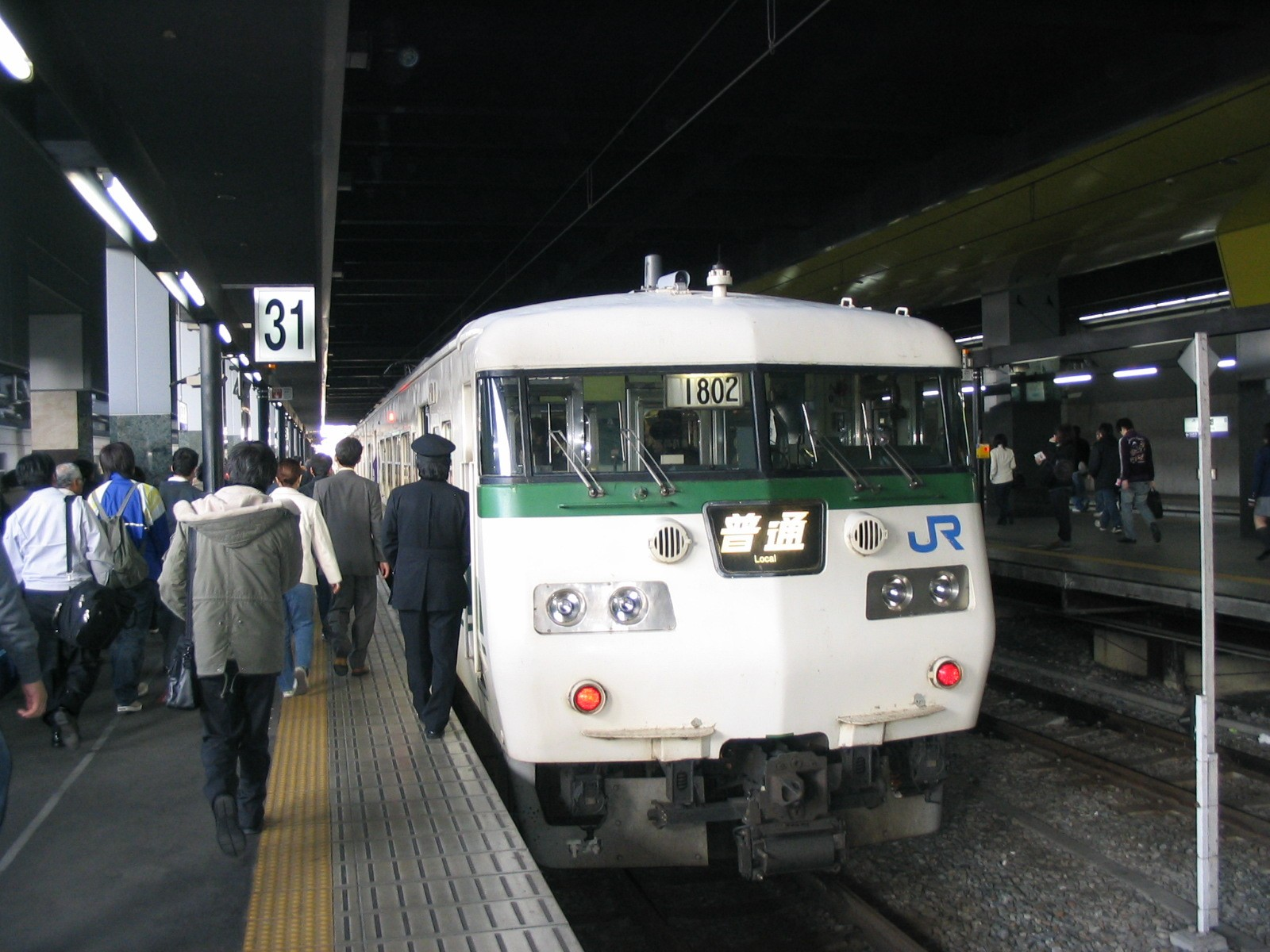
221系（吹田総合車両所京都支所）
  - JR宝塚線の223系6000番台の投入により、網干総合車両所から転属した車両で、湖西線および草津線と共通運用で、2008年（平成20年）2月に運用を開始した。
  - 快速・普通と区別なく運用されている。4両・6両・8両編成で運転。2008年（平成20年）8月からは、福知山方面への直通列車を中心に、4両編成と吹田総合車両所福知山支所の223系5500番台を併結した6両編成で運転される場合もある。2023年（令和5年）3月18日ダイヤ改正からは6両固定編成のF編成も運用を開始した。
  - 2019年（平成31年）3月改正で福知山駅への乗り入れがなくなり、胡麻駅までの運用に短縮され、その後のダイヤ改正で胡麻駅への乗り入れもなくなった。
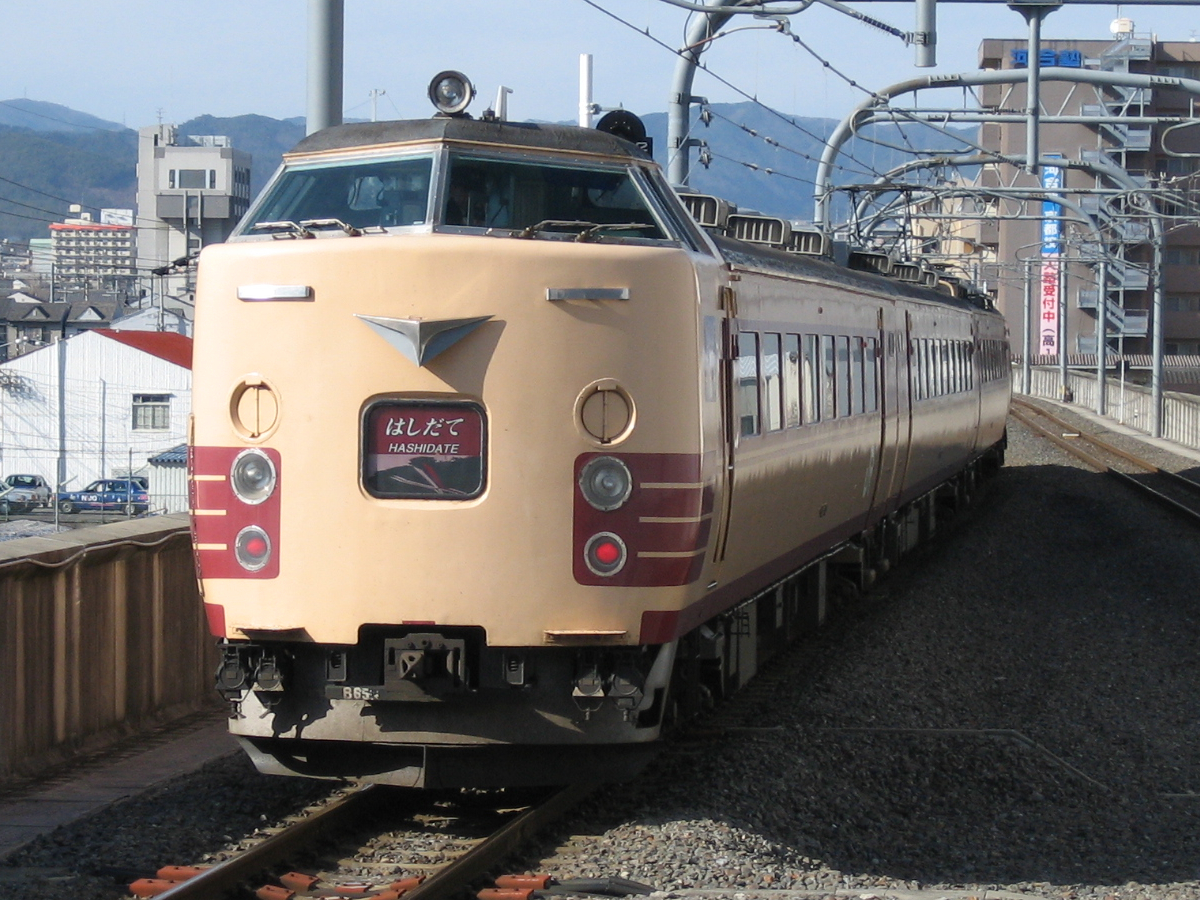
223系5500番台（吹田総合車両所福知山支所）
  - 福知山地区で使用されていた113系3800番台・5800番台の置き換え用として2008年に製造された。嵯峨野線内では221系と併結した6両編成で運転されている。221系性能固定で6000番台と同様に運転室扉と前面貫通扉にオレンジのラインが入っている。ワンマン運転および自動放送に対応しているが、嵯峨野線の区間では併結する221系および223系2500番台・6000番台による自動放送に変更された。
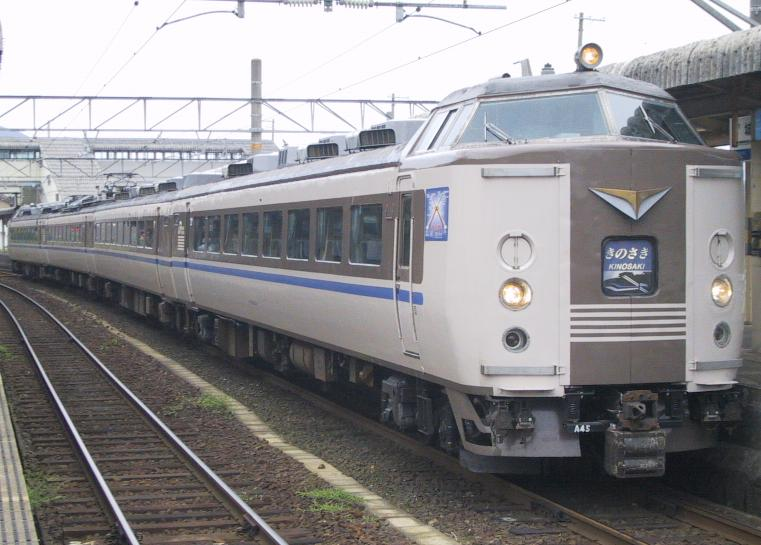
223系6000番台（吹田総合車両所京都支所）
  - 2021年（令和3年）2月3日に網干総合車両所から転属した2000番台V56・V57編成を改造し、それぞれ6000番台R01・R02編成とし、2021年（令和3年）3月13日のダイヤ改正より221系と共通の運用に就いた。なお、R02編成はラッピング列車「森の京都QRトレイン〜quality and relaxing train〜」[33]に起用され、運用開始前日の3月12日には亀岡駅 - 京都駅間で報道向けに公開された[34][35]。その後、網干総合車両所から追加で転属した2000番台を改造した編成と、網干総合車両所宮原支所から転属した6000番台も2022年（令和4年）から運用に就いている。
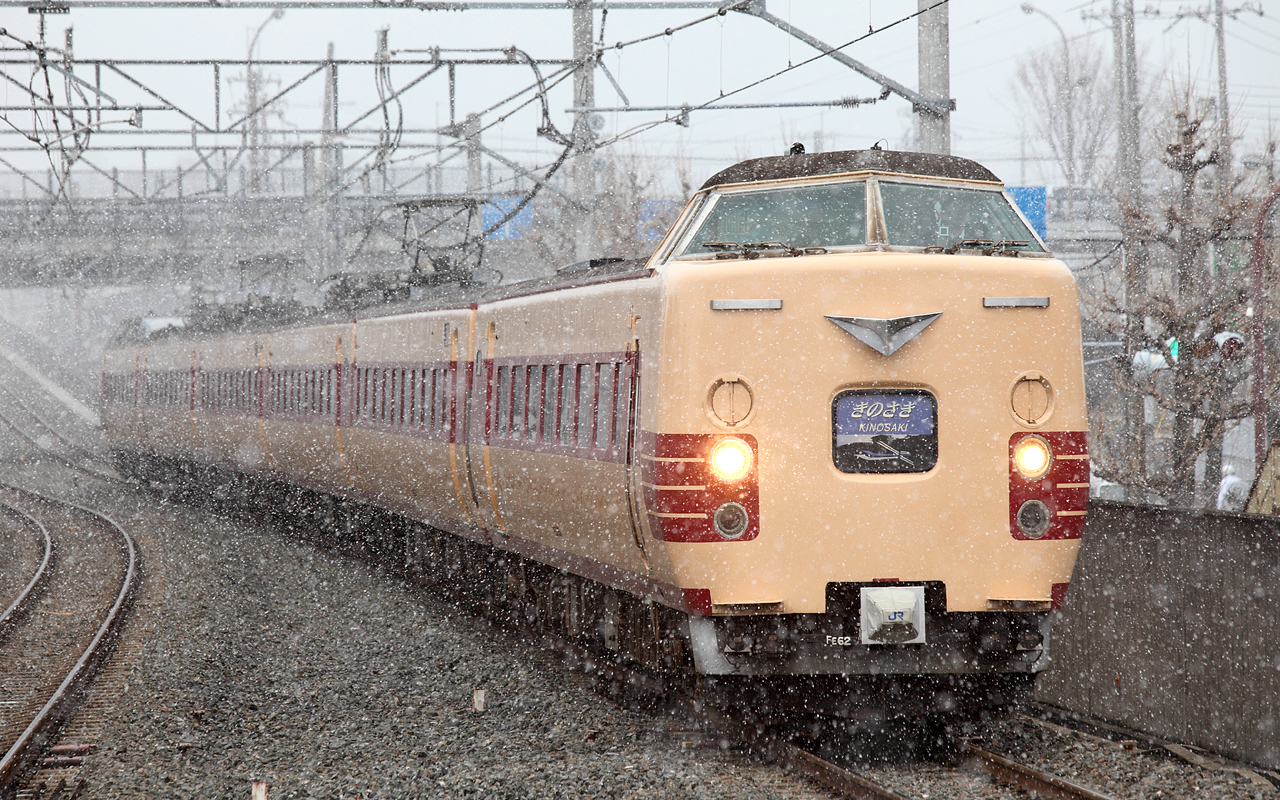
223系2500番台（吹田総合車両所京都支所）
  - 元阪和線・関西空港線用の車両で2022年3月13日に吹田総合車両所日根野支所から転属したHE419・HE420編成が、それぞれR51・R52編成となり、2023年（令和5年）3月18日のダイヤ改正より運用を開始した[36]。221系および223系6000番台と併結した8両編成や223系5500番台と併結した6両編成での運転も行われている。

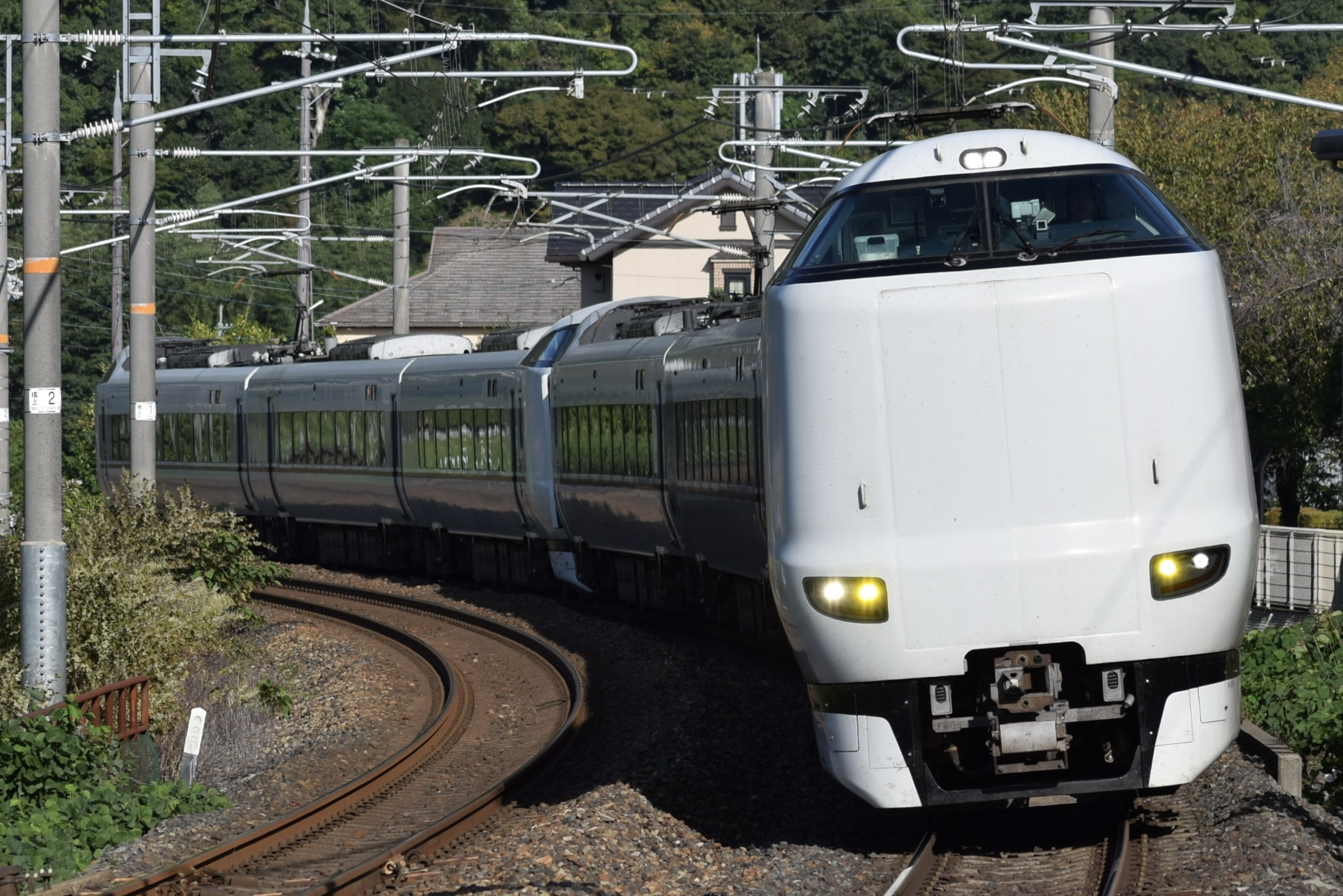
287系 （2024年10月20日 馬堀駅）
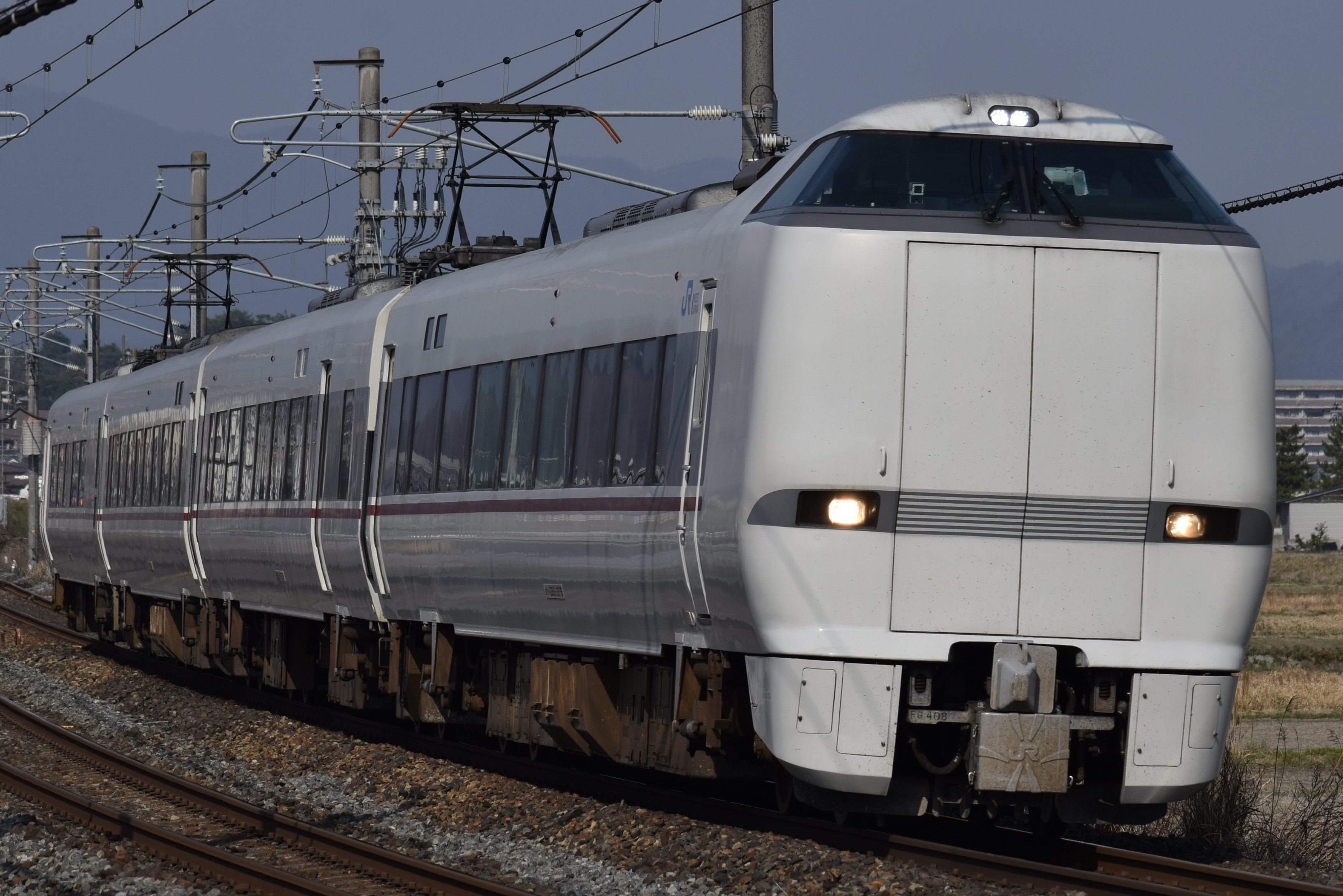
289系 （2025年3月23日 馬堀駅 - 亀岡駅間）
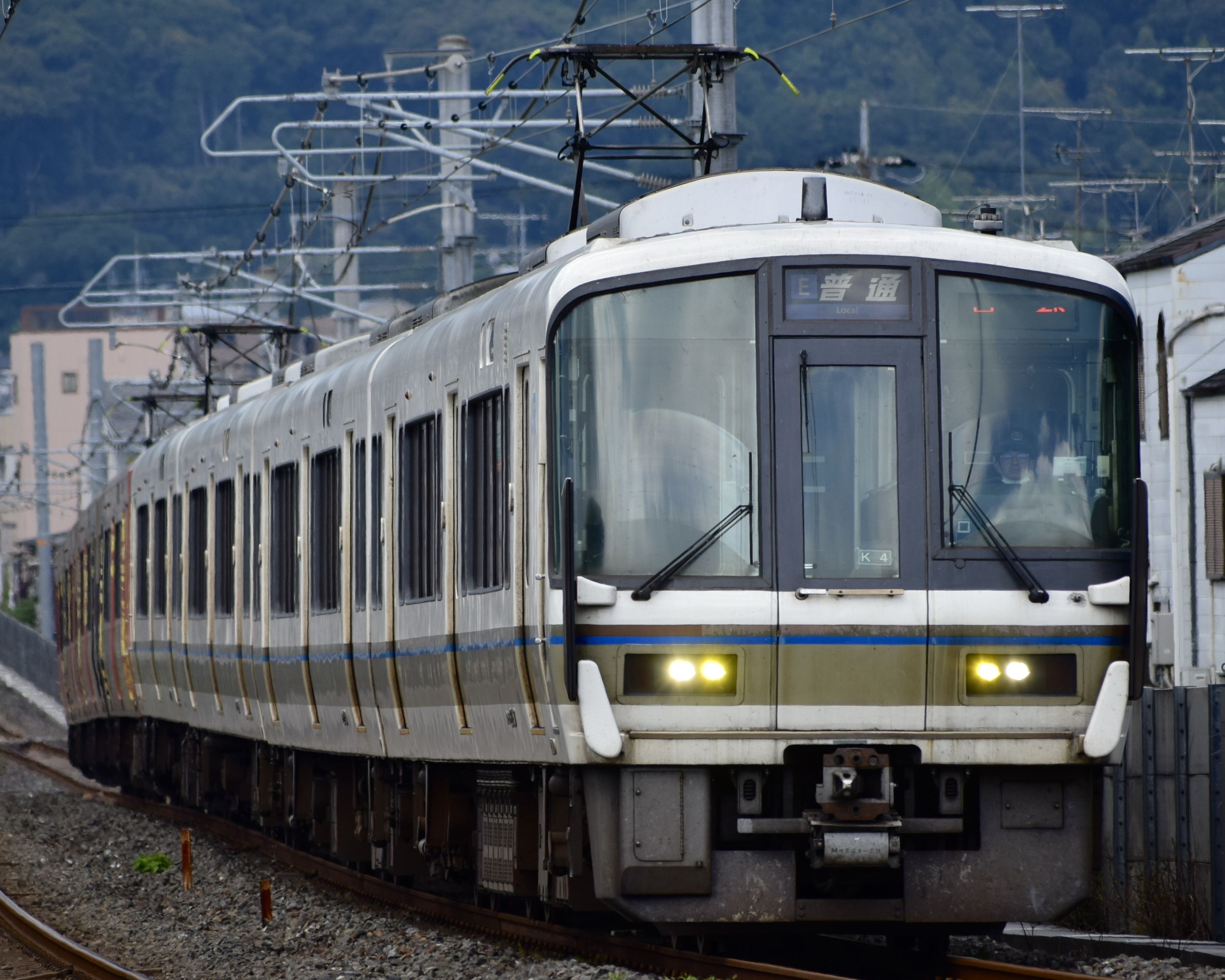
221系 （2024年7月28日 嵯峨嵐山駅 - 太秦駅間）
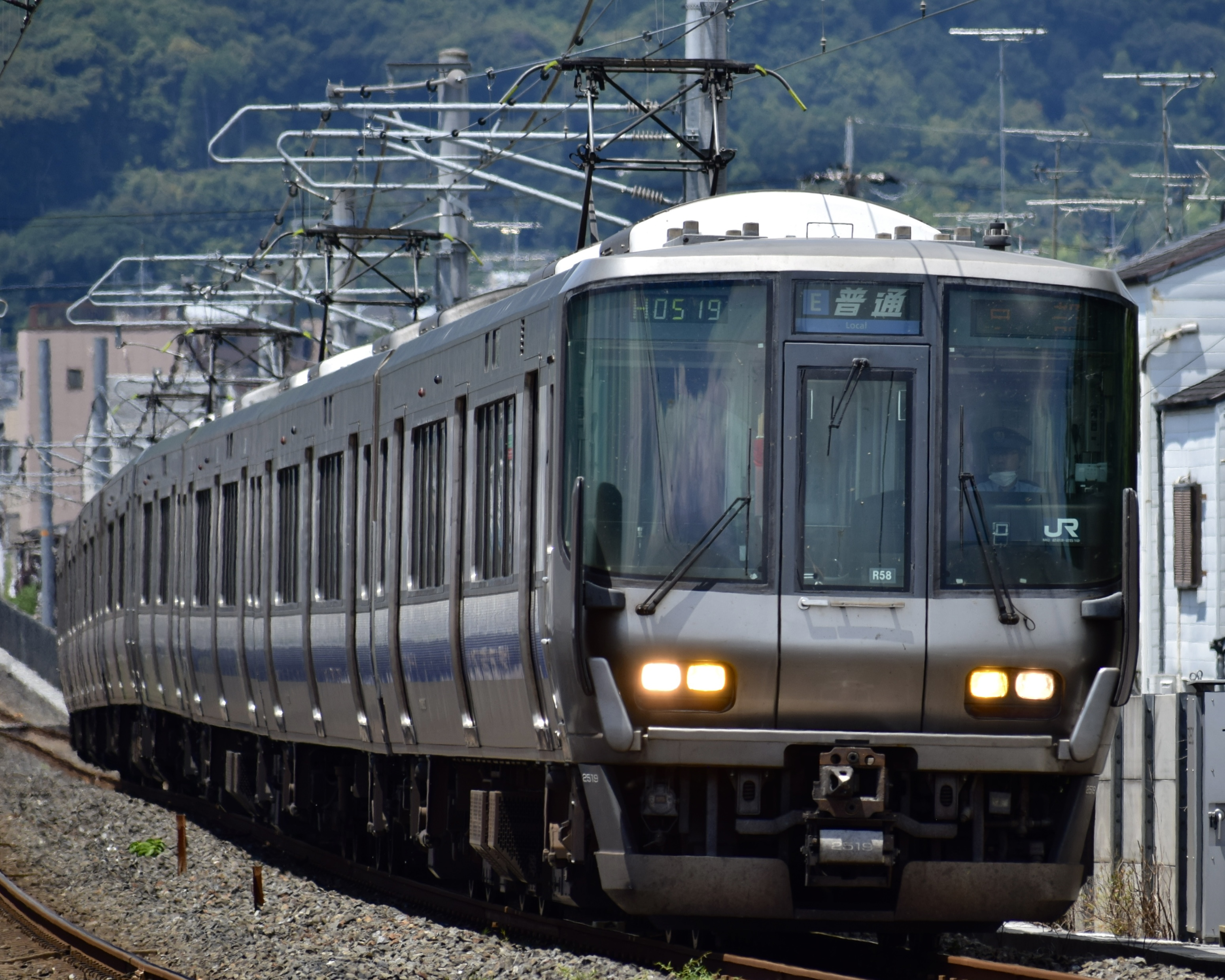
223系2500番台 （2024年7月28日 嵯峨嵐山駅 - 太秦駅間）
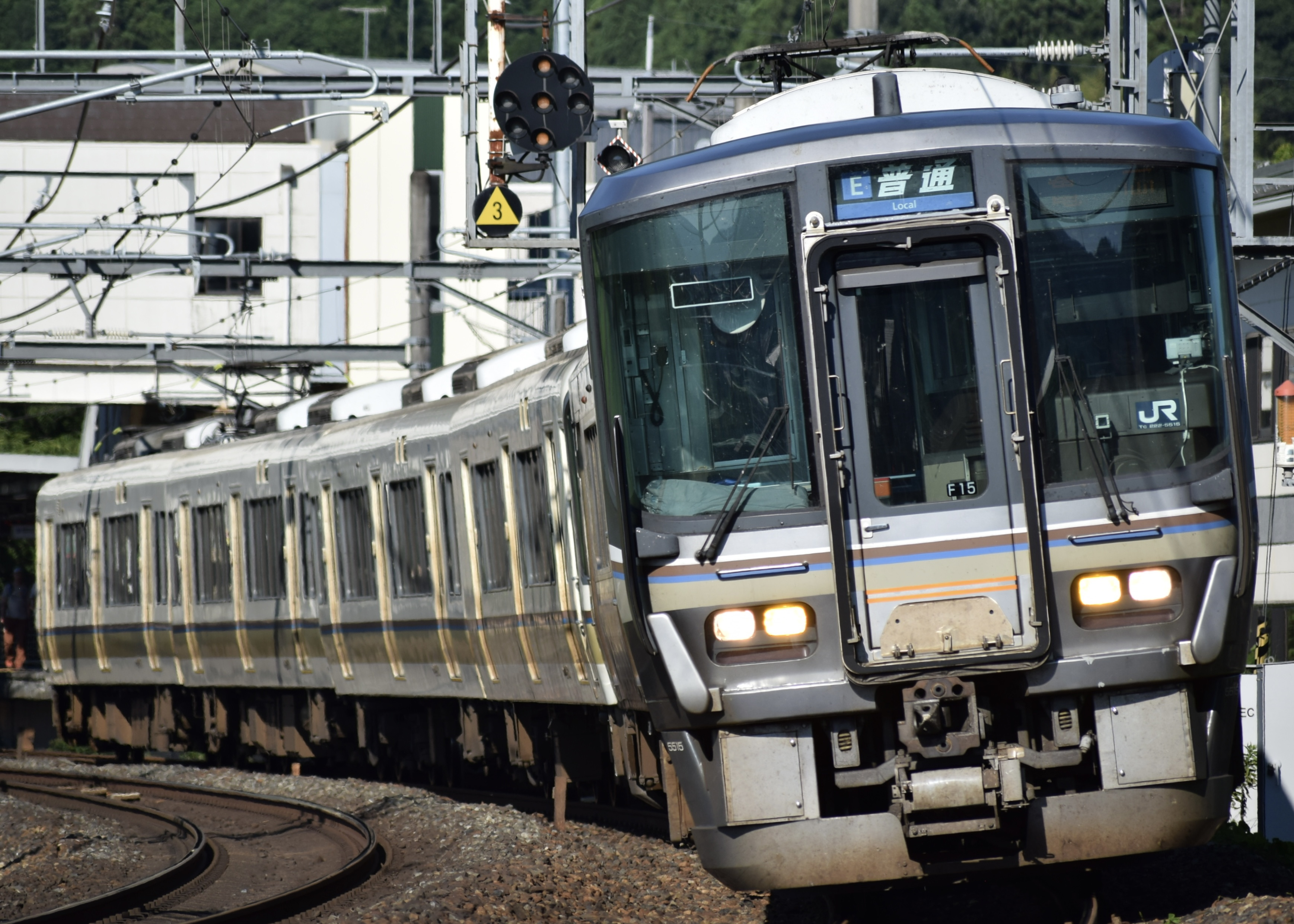
223系5500番台 （2024年7月21日 馬堀駅 - 亀岡駅間）
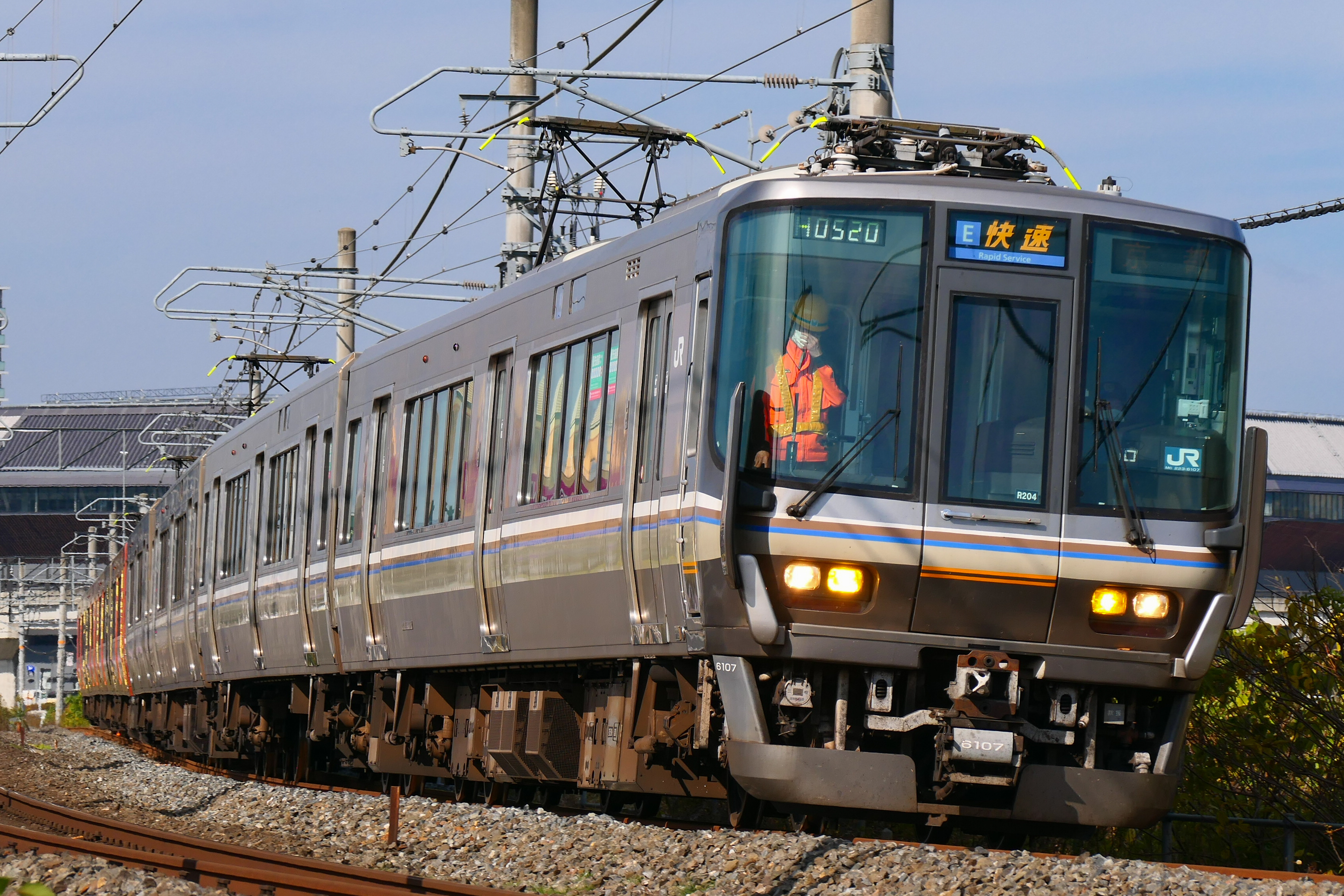
223系6000番台 （2022年11月19日 馬堀駅 - 亀岡駅間）
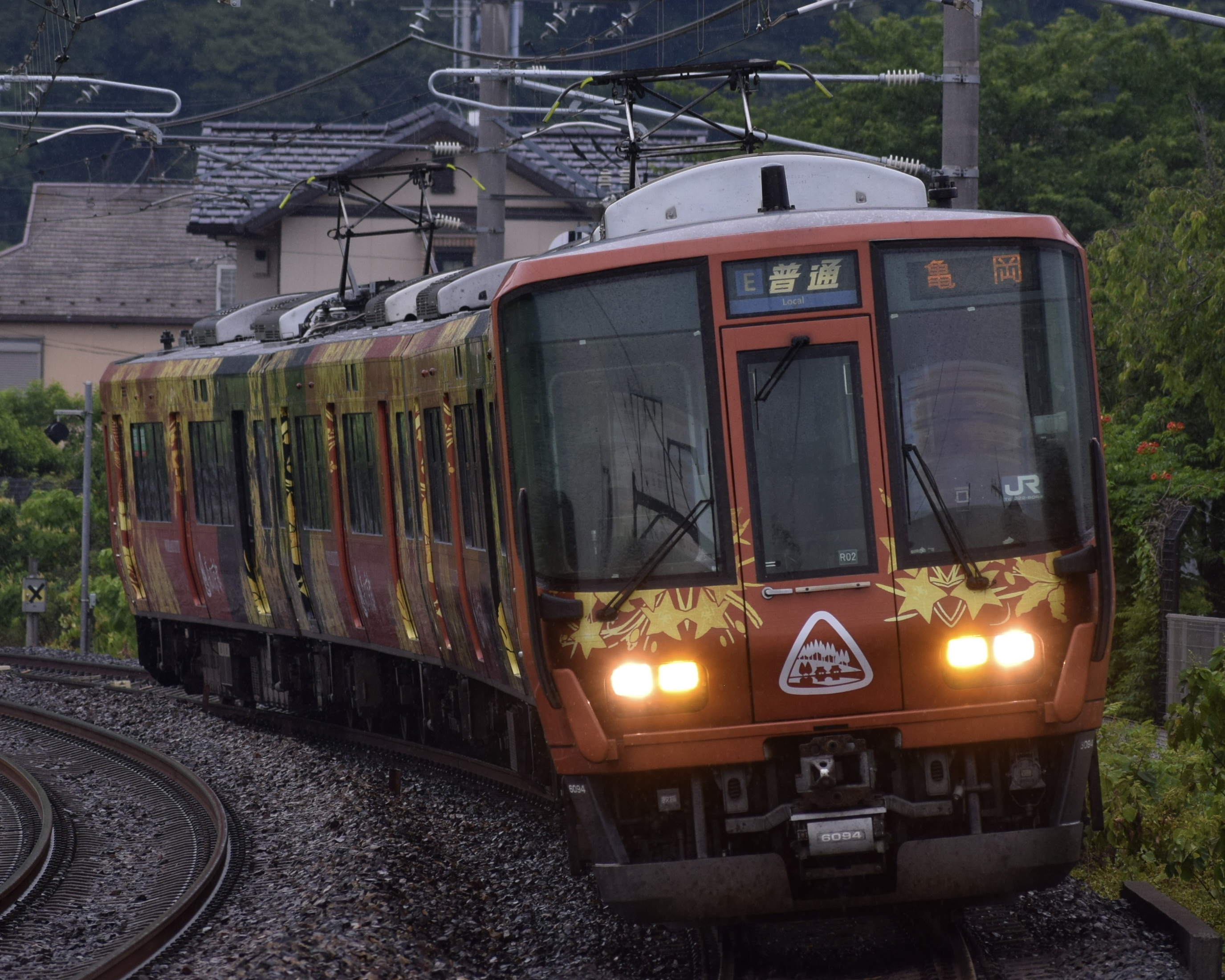
223系6000番台「森の京都QRトレイン」 （2024年6月22日 馬堀駅）

#### 気動車
- 京都丹後鉄道KTR8000形
  - 北近畿方面の特急「はしだて」「まいづる」で使用されている。2025年（令和7年）3月ダイヤ改正後は「はしだて」2・5・8・9号、「まいづる」5・6・14・15号で運用されている[27]。

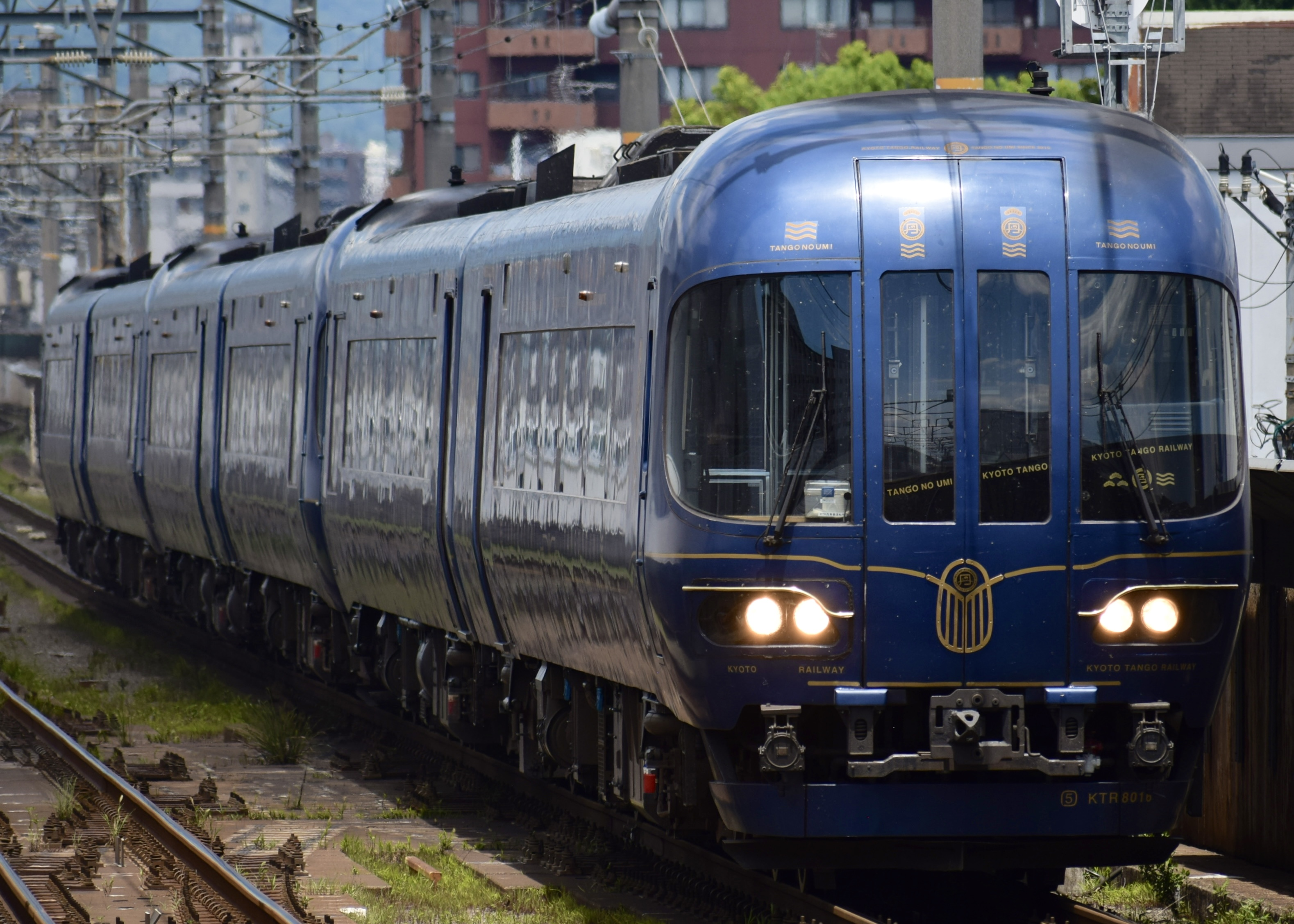
KTR8000形 （2024年7月28日 梅小路京都西駅）

### 過去の車両
ここでは1988年（昭和63年）3月13日にJR嵯峨野線と命名されて以降に使用されていた車両を記す。

#### 電車
- 113系・115系
  - 1990年（平成2年）3月10日の電化開業時より、快速・普通と区別なく使用されていた。電化当初から113系冷房車が配備。当初大型の原型ヘッドライト装備車も配備されたが、1991年（平成3年）頃から高速化、半自動ドア装置工事がなされたシールトビームの113系7000番台や5700番台が配属された。1996年（平成8年）の園部福知山間電化に合わせ113系5300番台、5800番台が配備。1999年（平成11年）以降はN40、N30工事が順次施工されていった。湘南色、関西リニューアル色のほか、関西線色、阪和色、瀬戸内色の編成も時折入線していた（両端の先頭車だけ湘南色、中間2両が関西リニューアル色の4両編成等、異なる車体塗装の車両を混結した編成も見受けられた。また湘南色のみの編成のうちワンマン対応の2両編成は識別用として腰部分の橙色と緑色の境目に白帯が施されていた）。2010年（平成22年）3月13日に行われたダイヤ改正で嵯峨野線での運用は終了し[37]、京都地域色化される前に221系・223系に置き換えられた。

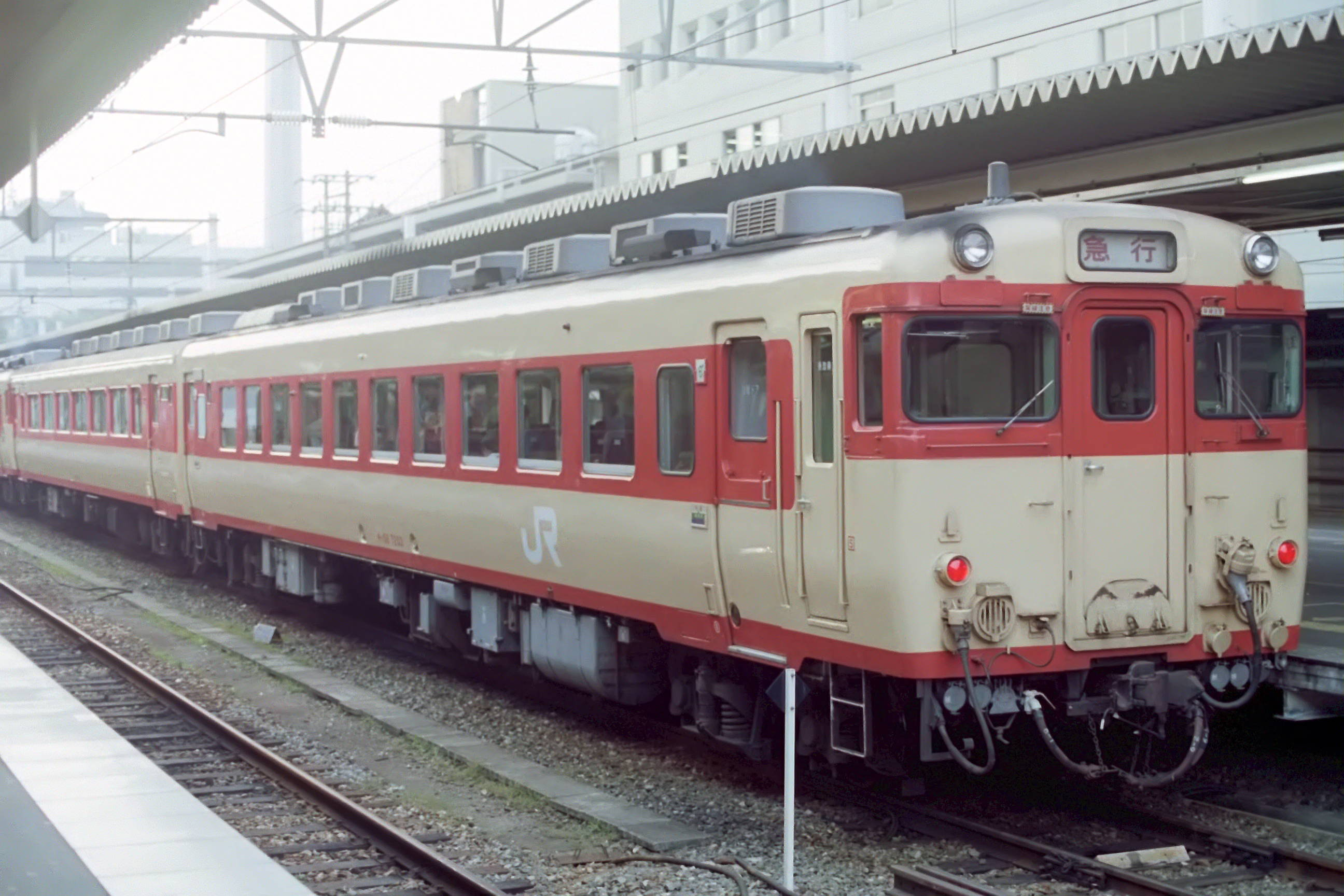
キハ58系 （1992年8月 京都駅）
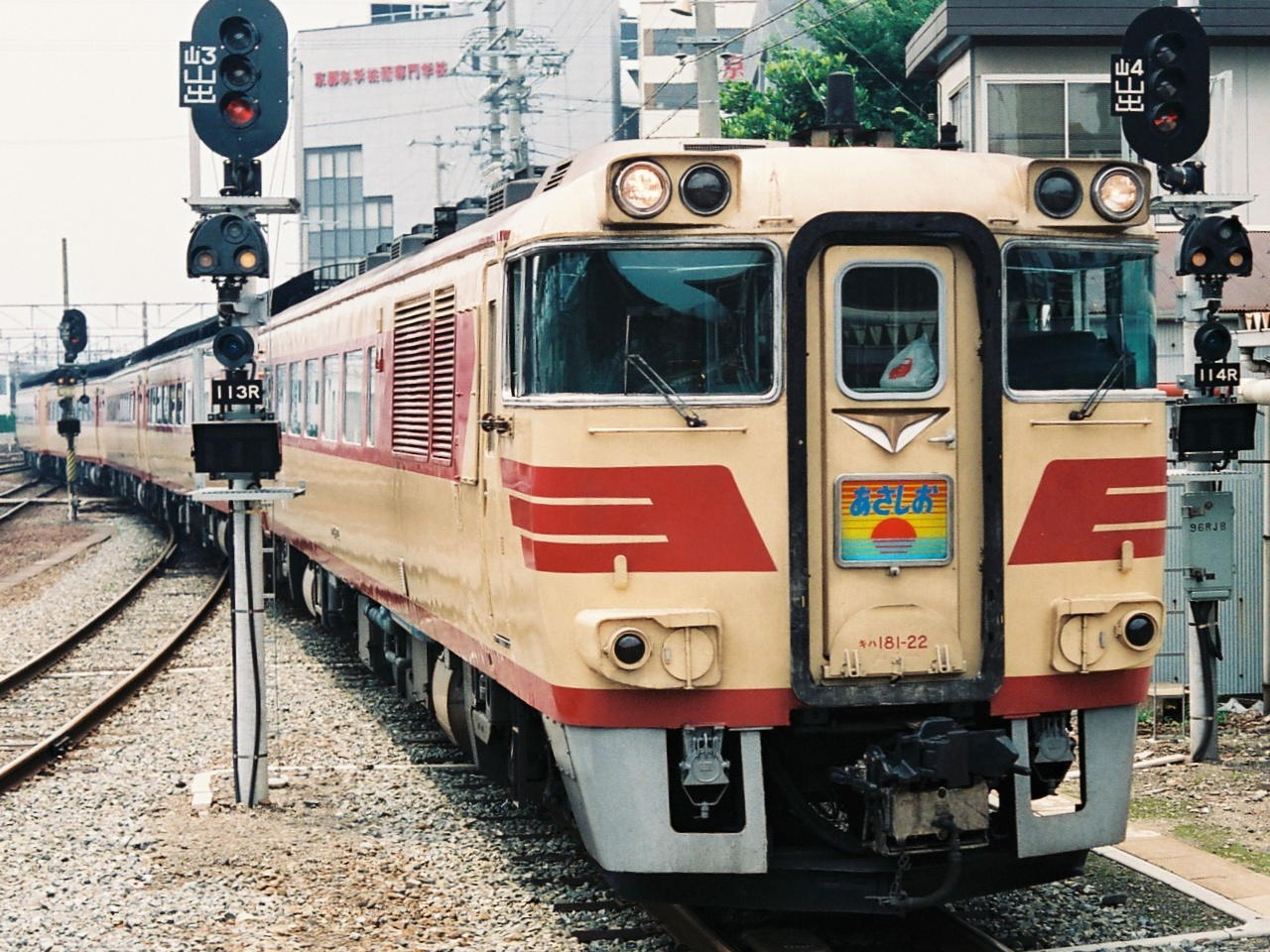
キハ181系 （1988年頃 京都駅）

- 117系
  - 快速・普通と区別なく使用されていた。ただしラッシュ時のみの運用。福知山色車の4両+4両の8両編成運用が多かったが新快速色車の運用もあった。2008年（平成20年）3月15日のダイヤ改正で、221系に置き換えられ、京都地域色（いわゆる「抹茶色」）化される前に嵯峨野線での運用は終了した。
- 183系
  - 485系の直流化改造車で、北近畿方面の特急「きのさき」「はしだて」「たんば」で使用されていた。中間車を先頭車に改造した編成もあり、こちらは主に「まいづる」で運用されていた。2013年（平成25年）3月16日に行われたダイヤ改正で運用を終了した。
- 381系
  - 北近畿方面の特急「きのさき」「はしだて」で使用されていた。2012年（平成24年）6月に運用を開始して、約3年後の2015年（平成27年）10月30日をもって運用を終了した[38][39]。

- 113系（湘南色）
（2006年8月15日 京都駅）
- 113系（西日本更新色）
（2008年5月29日 京都駅）
- 117系（福知山色）
（2006年4月4日 京都駅）
- 183系（国鉄色）
（2006年3月）
- 183系（新塗装）
- 381系
（2013年2月16日 花園駅）

#### 気動車
- キハ58系
  - 主に「丹後」や「白兎」などの急行列車に使用されていたが、国鉄分割民営化前後から電化が完了するまでの期間は普通列車の運用にも組込まれていた。1996年（平成8年）3月16日に実施された園部駅以北の電化後にこの区間での運用は終了した。
- キハ40系
  - 普通列車でのみ運転されていたが、電化を期に運用は終了した（キハ47のみ）。ラッシュ時はキハ47の9連運用もあった。
- キハ181系
  - 北近畿方面の特急「あさしお」に1982年（昭和57年）から使用されたが、1996年（平成8年）3月16日に実施された園部駅以北の電化後にこの区間での運用は終了した。
- 北近畿タンゴ鉄道KTR001形
  - 1999年（平成11年）まで京都発着であった特急「タンゴエクスプローラー」で使用。

- キハ58系
（1992年8月 京都駅）
- キハ181系
（1988年頃 京都駅）

#### 客車
- 24系
  - 寝台特急「出雲」（1998年〈平成10年〉7月までは1・4号）に1975年（昭和50年）から2006年（平成18年）まで使用。
- 14系
  - 寝台特急「出雲」3・2号（1978年〈昭和53年〉まで「いなば」）に1975年（昭和50年）から1998年（平成10年）まで使用。
- 50系
  - 1979年（昭和54年）12月に山陰本線京都口に登場。1989年（平成元年）3月10日の324列車を最終に運用終了。
- 12系
  - 1986年（昭和61年）11月ダイヤ改正で山陰本線京都口に登場。1989年（平成元年）3月7日の327列車から再度嵯峨野線で運用に就く。1989年（平成元年）3月11日ダイヤ改正で嵯峨野線の普通客車列車は12系2往復体制となる。1990年（平成2年）3月9日に運用終了。

## 輸送改善
嵯峨野線で最も早く取り組まれた輸送改善事業は、国鉄時代に行われた京都駅 - 二条駅間の高架化（1976年〈昭和51年〉完成）である。この区間は七条通、五条通、四条通など幹線道路との交差が多く、京都府と京都市は戦前の1931年（昭和6年）から高架化に関する要望を行っていた。1969年（昭和44年）に建設省と運輸省が「都市における道路と鉄道の連続立体化に関する協定」を結び、京都駅 - 二条駅間が高架化緊急改良区に指定された。京都府と京都市は、複線高架化を要望していたが、単線高架であれば国鉄の負担額が1割で済むところ、複線であれば4割になることから国鉄は難色を示し、結局複線分の用地買収費を上乗せした上で単線高架化することに決まった。1972年（昭和47年）5月に起工式が行われ、1976年（昭和51年）3月に完成した。これは、国の補助事業を利用した鉄道連続立体交差事業としては日本で最初の完成となった。
その後、1979年（昭和54年）に京都駅 - 園部駅間の複線化、京都駅 - 綾部駅間の電化が決定し、桂川（保津川）に沿って大きく迂回していた嵯峨駅（現在の嵯峨嵐山駅） - 馬堀駅間の新線建設および複線化工事が着工された。また、1988年（昭和63年）10月には京都駅に山陰3・4番のりば（現在の32・33番のりば）が増設された。嵯峨駅 - 馬堀駅間の新線はJR西日本発足後の1989年（平成元年）3月5日に開通した。同時に太秦駅が開業し、単線区間であった並河駅と吉富駅に行き違い施設を設置したほか、一部の駅では一線スルー化が行われ、翌1990年（平成2年）3月には京都駅 - 園部駅間が電化された。しかし、国鉄再建法・国鉄分割民営化の影響等により、他の区間の複線化工事は延期された。
その後1996年（平成8年）に二条駅 - 花園駅間が高架化され、その地上線跡地を活用して2000年（平成12年）9月23日に同区間が複線化され、同時に円町駅が開業し、同日のダイヤ改正で朝ラッシュ時を中心に快速17本、普通14本を増発した。また始終着駅である京都駅のホームも1997年（平成9年）の駅ビル開業に合わせて改良された。
2003年（平成15年）からは、京都駅 - 園部駅間の全線複線化および、周辺道路の混雑解消と安全確保のために花園駅 - 嵯峨嵐山駅間の高架化工事と、嵯峨嵐山駅・亀岡駅の改良工事も同時に行われた。工事の進捗に合わせて段階的に複線化が行われ、2008年（平成20年）12月14日に馬堀駅 - 亀岡駅間、2009年（平成21年）3月14日に八木駅 - 園部駅間、同年7月20日に京都駅 - 丹波口駅間、同年9月6日には並河駅 - 八木駅間、同年11月1日には亀岡駅 - 並河駅間、2010年（平成22年）1月31日に丹波口駅 - 二条駅間の工事が完了し、先行して供用された。複線化と同時に同年9月6日、および11月1日にそれぞれダイヤ修正が行われた。
全線複線化は当初の計画より1年遅れ、2010年（平成22年）3月7日に花園駅 - 嵯峨嵐山駅間の複線化をもって完成した。これを受けて同年3月13日にダイヤ改正を実施し、ラッシュ時の快速を増発し、日中についても運転間隔が均等化された。
また、花園駅 - 太秦駅間が2008年（平成20年）3月23日、太秦駅 - 嵯峨嵐山駅間が2008年（平成20年）5月25日に高架化され、さらに同時に進められていた嵯峨嵐山駅および亀岡駅の橋上化と自由通路設置工事は、2008年（平成20年）春に完成し部分供用を開始した。嵯峨嵐山駅はその後2008年（平成20年）11月21日に全面完成した。これにあわせて、2011年（平成23年）1月19日にATS-P（拠点P方式）の設置が完了した。
なお、2003年（平成15年）以降に行われた輸送改善の事業費は233億円（JR96億円、京都府と沿線市町で各69億円）である。
一方、京都駅から大宮通の跨線橋付近までは単線のままとなっている。複線化に関しては大掛かりな用地買収を行うかまたは既存の配線を大幅に変更する必要性があり、実現の見通しは立っていない。また、運転本数が増えたことにより、特に角屋近くを通る京都駅 - 二条駅付近の高架区間において騒音問題が浮上しているが、まだ抜本的な解決策はない。
京都駅付近の単線区間は特急「はるか」も通るが、2029年（令和11年）度の山科駅改良工事後は特急「はるか」は使用せず、京都駅の30番のりばも嵯峨野線への転用が予定されている。

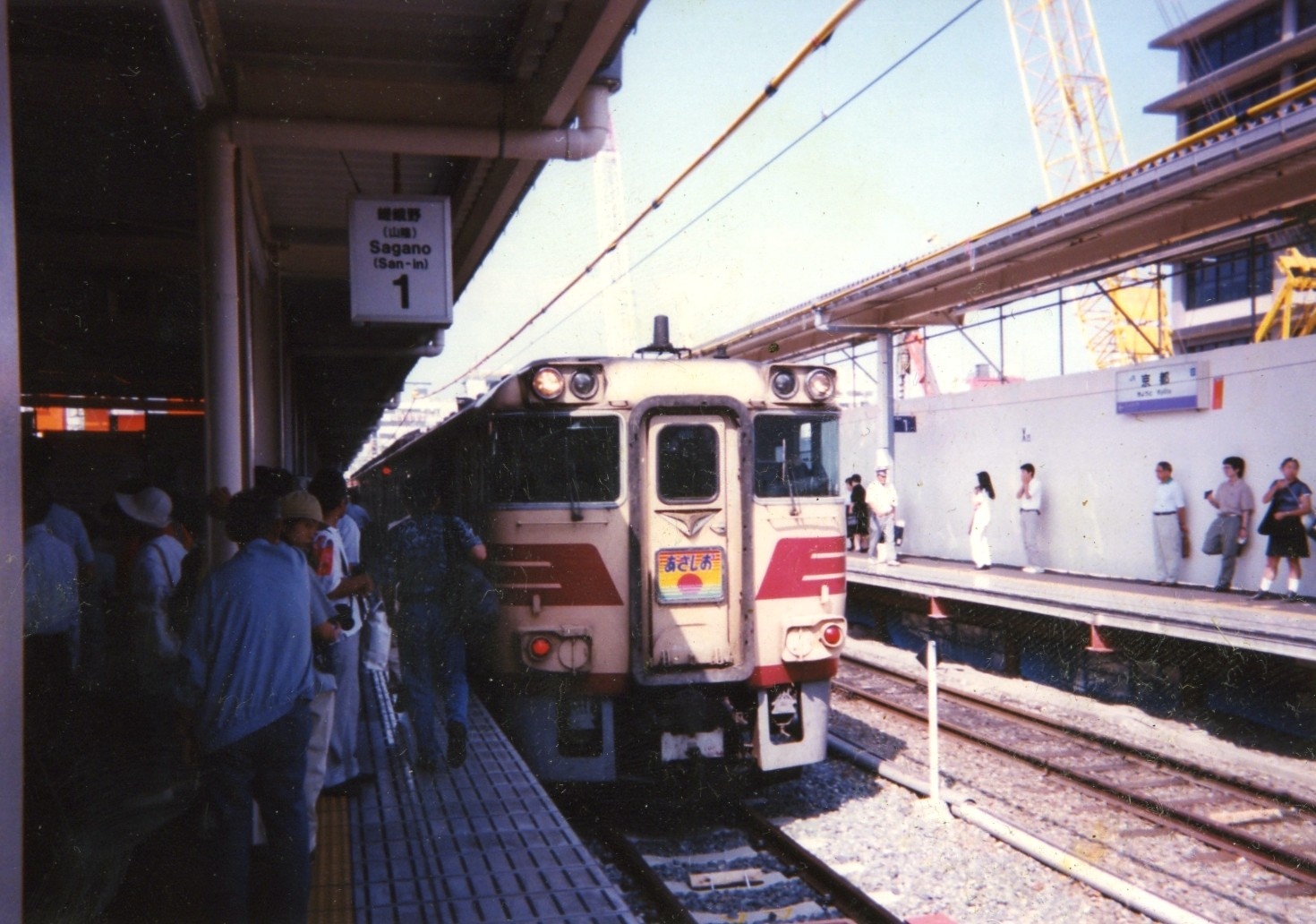
ホーム改良工事中の京都駅 （1994年）
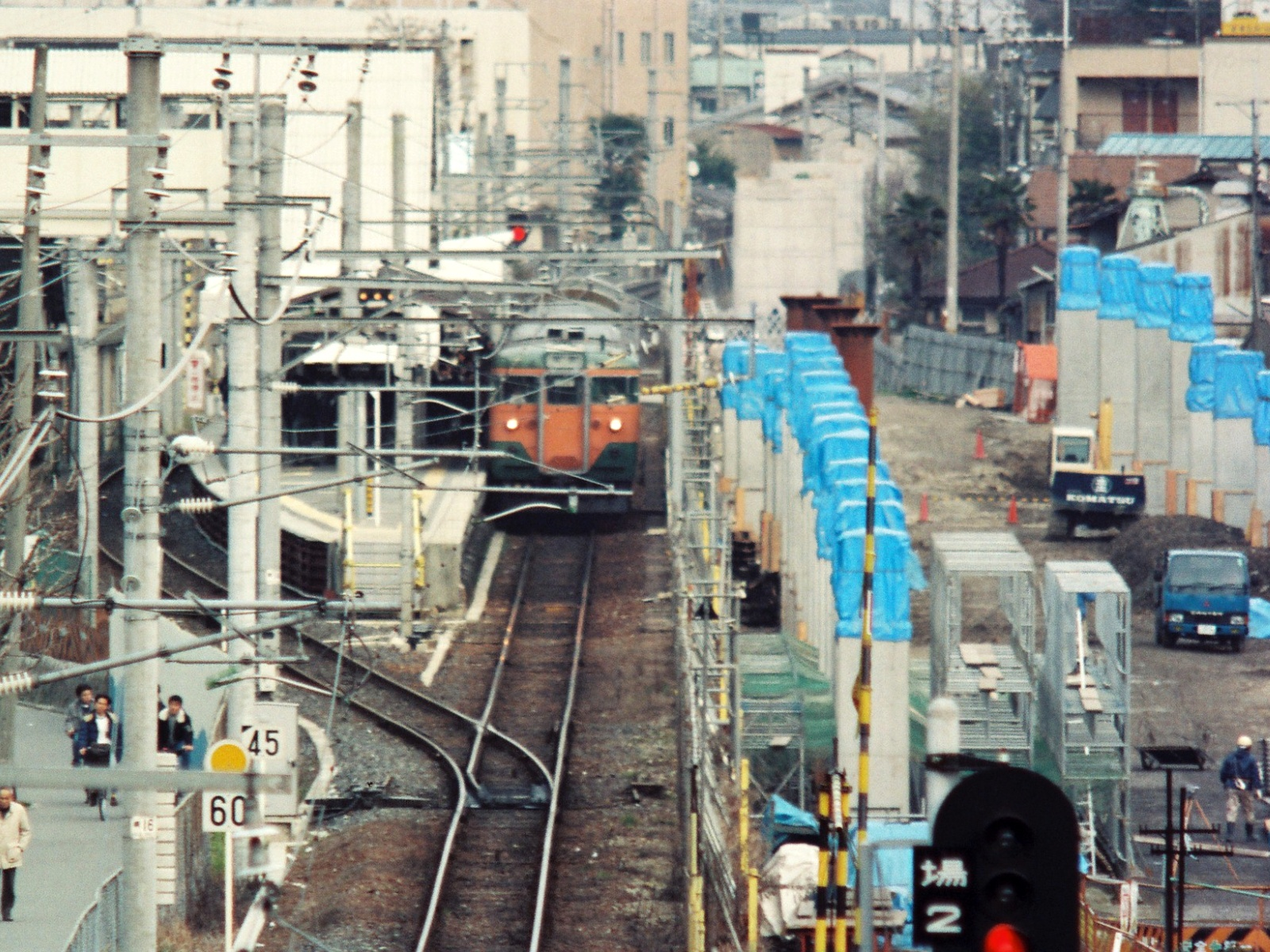
高架化事業中の花園駅付近 （1993年）
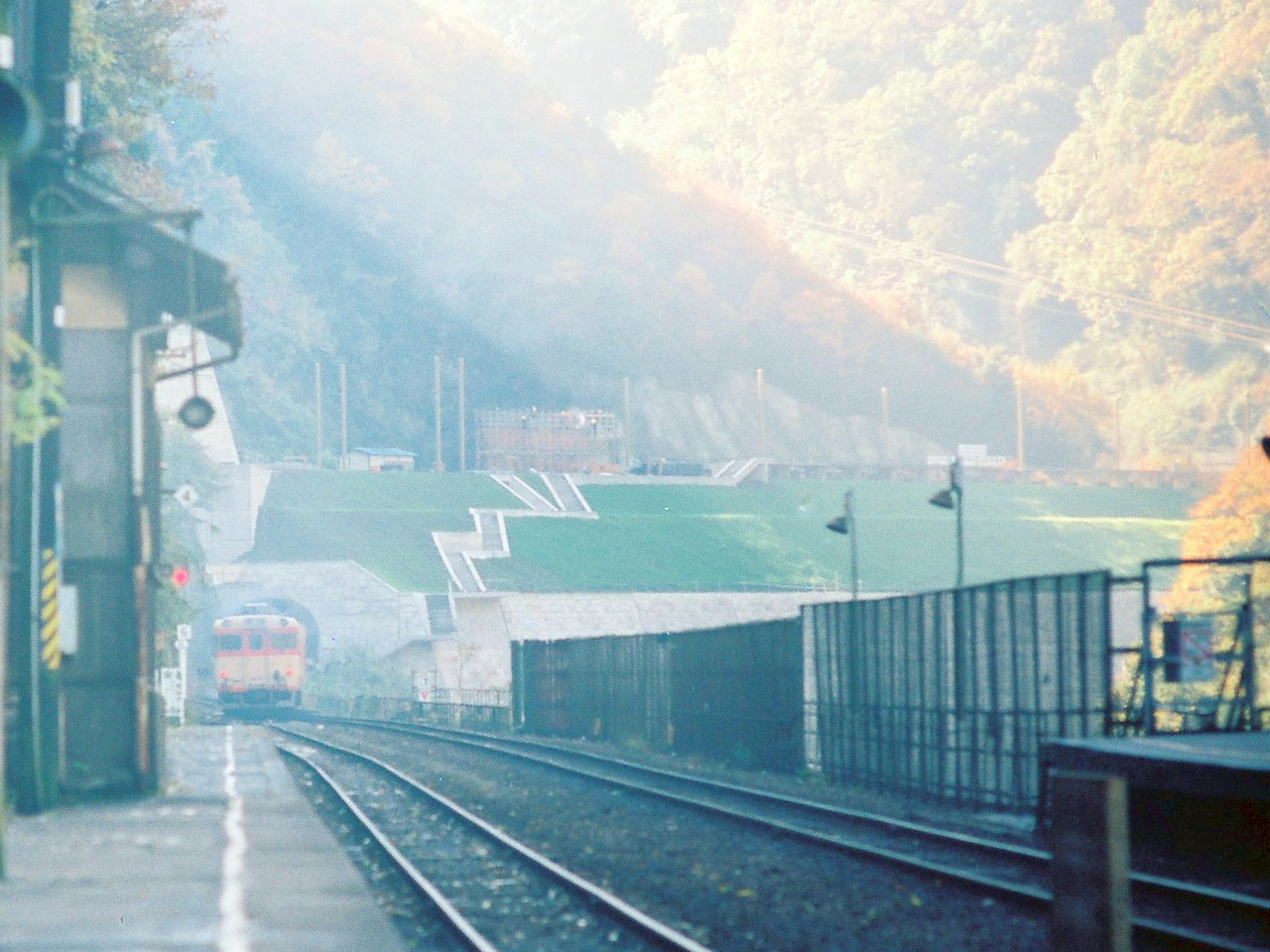
旧駅から見た保津峡駅建設工事の様子 （1988年）

## 歴史

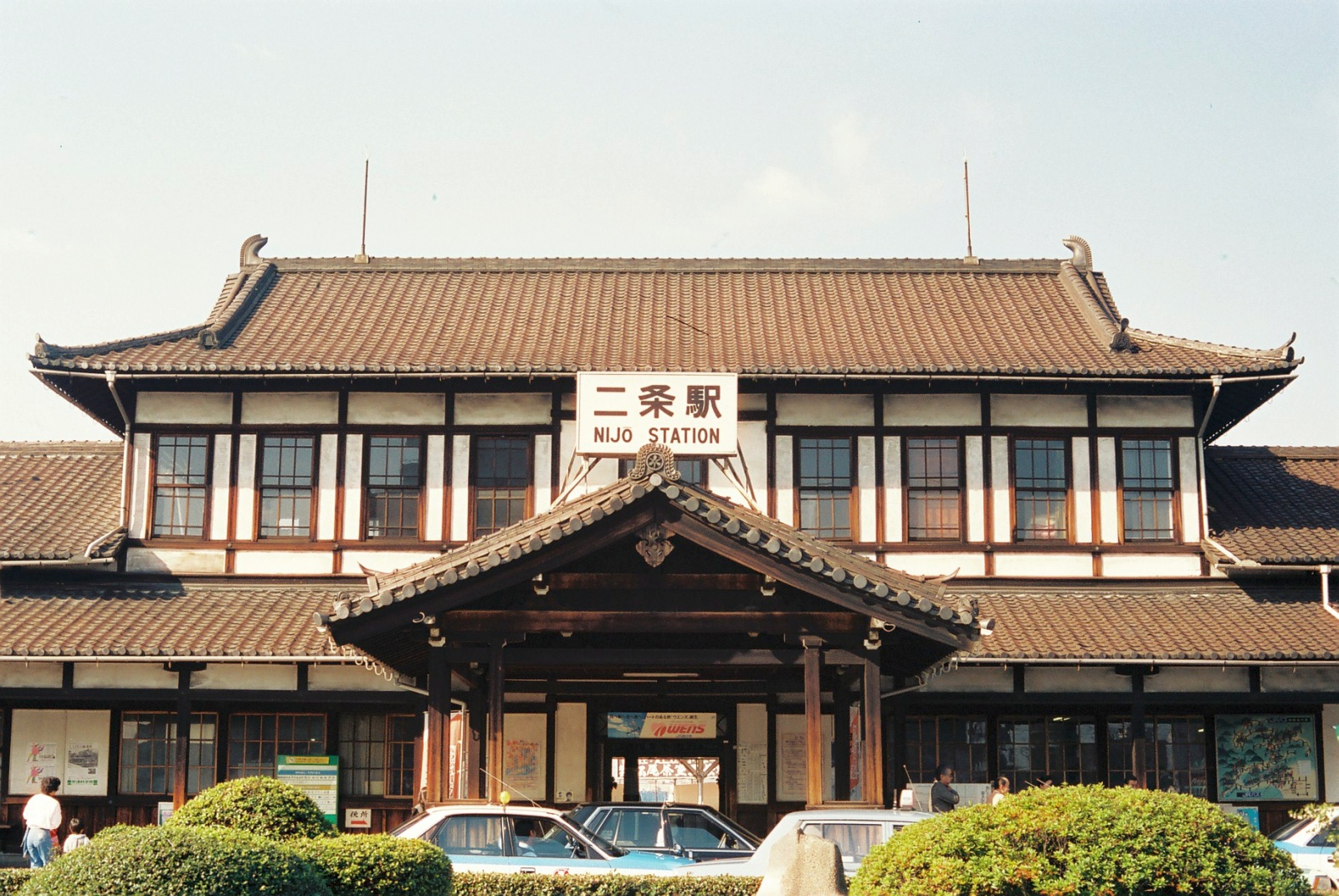
京都鉄道の本社を兼ねていた二条駅の初代駅舎
（1988年）

嵯峨野線区間は京都鉄道が1899年（明治32年）までに開通させたものである。
- 1897年（明治30年）
  - 2月15日：京都鉄道 二条駅 - 嵯峨駅間（3M65C≒6.14km） が開業。二条駅・嵯峨駅（現在の嵯峨嵐山駅）が開業。
  - 4月27日：大宮駅 - 二条駅間（2M4C≒3.30km）が延伸開業。大宮駅・丹波口駅が開業。
  - 11月16日：京都駅 - 大宮駅間（38C≒0.76km）が延伸開業。官設鉄道（国鉄）京都駅に乗り入れ。
- 1898年（明治31年）1月1日：花園駅が開業。
- 1899年（明治32年）
  - 8月1日：大宮駅が廃止。
  - 8月15日：嵯峨駅 - 園部駅間（15M69C≒25.53km）が延伸開業。亀岡駅・八木駅・園部駅が開業。
- 1902年（明治35年）11月12日：営業距離の単位をマイル・チェーンからマイルのみに簡略化（22M16C → 22.2M） 。
- 1905年（明治38年）1月15日：大宮駅が再開業。
- 1907年（明治40年）8月1日：京都鉄道が国有化。
- 1909年（明治42年）10月12日：線路名称設定、京都駅 - 園部駅間が京都線となる。
- 1911年（明治44年）9月16日：大宮駅廃止。
- 1912年（明治45年）3月1日：京都線全線を山陰本線に編入。
- 1929年（昭和4年） 8月17日：嵯峨駅 - 馬堀駅間に松尾山信号場開設。
- 1930年（昭和5年）4月1日：営業距離の単位をマイルからメートルに変更。京都駅 - 丹波口駅間の貨物営業が廃止。
- 1935年（昭和10年）7月20日：馬堀駅・並河駅・千代川駅・吉富駅が開業。
- 1936年（昭和11年）4月15日：松尾山信号場を駅に変更し保津峡駅が開業。
- 1941年（昭和16年）8月10日：吉富駅が営業休止。
- 1951年（昭和26年）10月1日：吉富駅が営業再開。
- 1958年（昭和33年）6月10日：千代川駅 - 八木駅間でバスとの衝突事故発生。
- 1969年（昭和44年）6月24日未明：立命館大学の学生で『二十歳の原点』の著者である高野悦子が二条駅 - 花園駅間で貨物列車に飛び込み死亡。
- 1971年（昭和46年）4月：山陰本線京都口で蒸気機関車（SL）廃止。
- 1973年（昭和48年）4月19日：馬堀構内で京都行き気動車列車が信号見落としにより脱線[55]。
- 1976年（昭和51年）3月16日：京都駅 - 二条駅間が高架化。丹波口駅移転。
- 1979年（昭和54年）12月：山陰本線京都口で50系客車が運用開始。
- 1980年（昭和55年）4月：地蔵山トンネル起工式。嵯峨駅‐馬堀駅間複線化工事開始。
- 1985年（昭和60年）3月：山陰本線京都口で旧型客車廃止。山陰本線京都口の普通客車列車は全て50系化。
- 1986年（昭和61年）11月：12系客車が山陰本線京都口普通客車列車として投入（山陰本線京都口の普通客車列車は12系及び50系で運用）。
- 1987年（昭和62年）4月1日：国鉄分割民営化により西日本旅客鉄道（JR西日本）が承継。日本貨物鉄道（JR貨物）が丹波口駅 - 二条駅間の第二種鉄道事業者となる。二条駅 - 湖山駅間の貨物営業廃止。
- 1988年（昭和63年）
  - 3月13日：嵯峨野線の愛称が使用開始。
  - 10月1日：京都駅山陰ホーム増設。山陰本線京都口普通客車列車が大幅削減され、嵯峨野線の普通客車列車は50系客車3往復のみとなる。
- 1989年（平成元年）
  - 3月5日：嵯峨駅 - 馬堀駅間を複線の新線に切り替え、1.6km短縮[43]。列車の運行が廃止された旧線は存置。
  - 3月11日：太秦駅が開業。ダイヤ改正により、嵯峨野線の普通客車列車は12系客車2往復のみとなる。
- 1990年（平成2年）
  - 3月10日：京都駅 - 園部駅間が電化[56]。113系電車運行開始。
- 1991年（平成3年）4月27日：嵯峨駅 - 馬堀駅間の旧線が嵯峨野観光鉄道嵯峨野観光線として開業（西日本旅客鉄道が第一種、嵯峨野観光鉄道が第二種鉄道事業者）。
- 1994年（平成6年）
  - 9月4日：嵯峨駅を嵯峨嵐山駅に改称。
  - 9月23日：京都駅 - 丹波口駅間に緑化フェア梅小路駅が開業し、同年11月20日まで営業。梅小路公園で開催された全国都市緑化フェア会場最寄の臨時駅。
- 1996年（平成8年）
  - 3月15日：特急「あさしお」・急行「丹後」最終運行日。
  - 3月16日：二条駅 - 花園駅間が高架化。丹波口駅 - 二条駅間の貨物列車設定廃止。電車特急「きのさき」「はしだて」等が運行開始。
- 2000年（平成12年）9月23日：二条駅 - 花園駅間が複線化。円町駅が開業。朝ラッシュ時と日中に快速を新設し、朝ラッシュ時の快速は円町駅にも停車。
- 2002年（平成14年）3月23日：円町駅に全ての快速が停車[57][58]。
- 2003年（平成15年）
  - 10月1日：コンコースの喫煙コーナーを廃止[59]。
  - 12月14日：京都駅 - 園部駅間の複線化工事に着手[60]。
- 2006年（平成18年）
  - 3月18日：未明から明け方に最後の寝台特急「出雲」が嵯峨野線を通過。
  - 4月1日：日本貨物鉄道の第二種鉄道事業（丹波口駅 - 二条駅間）廃止。
- 2008年（平成20年）
  - 3月23日：花園駅 - 太秦駅間が高架化。
  - 5月25日：太秦駅 - 嵯峨嵐山駅間が高架化。
  - 8月11日：223系5500番台の使用を開始。
  - 12月14日：馬堀駅 - 亀岡駅間が複線化。
- 2009年（平成21年）
  - 3月14日：八木駅 - 園部駅間が複線化[46]。
  - 7月1日：ホーム上の喫煙コーナーを廃止して全面禁煙化[61]。
  - 7月20日：京都駅 - 丹波口駅間が複線化[46]。
  - 9月6日：並河駅 - 八木駅間が複線化[46]。
  - 11月1日：亀岡駅 - 並河駅間が複線化[46]。
- 2010年（平成22年）
  - 1月31日：丹波口駅 - 二条駅間が複線化[46]。
  - 3月7日：花園駅 - 嵯峨嵐山駅間が複線化。これにより、京都駅付近除き嵯峨野線全区間が複線化[46]。
  - 3月13日：快速・普通の使用車両を221系に統一。
  - 12月1日：組織改正により、京都支社の管轄から近畿統括本部の管轄に変更[62]。
- 2011年（平成23年）
  - 1月19日：京都駅 - 園部駅間でATS-P（拠点P方式）が使用開始[52]。
  - 3月：特急「きのさき」「はしだて」の一部で287系電車を使用開始[26]。
- 2013年（平成25年）9月16日：台風18号により京都府に特別警報が発表、亀岡駅周辺で浸水、終日運休[63]。
- 2015年（平成27年）
  - 3月14日：路線記号が本格導入開始[64][65]。
  - 10月30日：381系が運用終了[38][39]。
  - 10月31日：289系が運用開始[30][31][32]。
- 2018年（平成30年）3月17日：各駅に駅ナンバリングが導入される[66]。
- 2019年（平成31年）3月16日：梅小路京都西駅が開業[67][68][69]。
- 2021年（令和3年）3月：223系6000番台運行開始。「森の京都QRトレイン」も運行開始[34]。
- 2022年（令和4年）6月以降：新たに223系6000番台が順次投入。
- 2023年（令和5年）3月18日：223系2500番台が運用開始[36]。
- 2025年（令和7年）
  - 3月17日：3月15日のダイヤ改正により、平日朝時間帯の京都行き2本と平日夕方・夜時間帯の園部行き2本に有料座席「快速 うれしート」を設定[21][22]。
  - 4月1日：京都駅 - 亀岡駅間が電車特定区間となる[5][6]。

## 駅一覧
- 京：特定都区市内制度における「京都市内」エリアの駅
- #：待避可能駅
- 停車駅
  - 普通…すべての駅に停車
  - 快速…●印の駅は停車、｜印の駅は通過
    - 園部駅から先へ乗り入れる快速は、園部駅以西では普通列車扱いとして各駅に停車する。

  - 特急…「まいづる (列車)」「はしだて (列車)」「きのさき (列車)」を参照
- 接続路線 … 駅名が異なる場合は⇒印で駅名を記す。
- 全駅京都府内に所在
- 駅ナンバーは2018年（平成30年）3月より導入[66]。

| 駅ナンバー | 駅名              | 営業キロ | 営業キロ | 快速 | 接続路線・備考 | 所在地 | 所在地 |
| 駅ナンバー | 駅名              | 駅間     | 累計     | 快速 | 接続路線・備考 | 所在地 | 所在地 |
| ---------- | ----------------- | -------- | -------- | ---- | --- | ------ | ------ |
| JR-E01     | 京都駅 京         | -        | 0.0      | ●    | 西日本旅客鉄道： 東海道本線（JR京都線・琵琶湖線:JR-A31）・ 湖西線（JR-B31）・ 奈良線（JR-D01） 東海旅客鉄道： 東海道新幹線 近畿日本鉄道：B 京都線（B01） 京都市営地下鉄： 烏丸線（K11） | 京都市 | 下京区 |
| JR-E02     | 梅小路京都西駅 京 | 1.7      | 1.7      | ｜   | | 京都市 | 下京区 |
| JR-E03     | 丹波口駅 京       | 0.8      | 2.5      | ｜   | | 京都市 | 下京区 |
| JR-E04     | 二条駅 京         | 1.7      | 4.2      | ●    | 京都市営地下鉄： 東西線（T15） | 京都市 | 中京区 |
| JR-E05     | 円町駅 京         | 1.6      | 5.8      | ●    | | 京都市 | 中京区 |
| JR-E06     | 花園駅 京         | 1.1      | 6.9      | ｜   | | 京都市 | 右京区 |
| JR-E07     | 太秦駅 京         | 1.7      | 8.6      | ｜   | 京福電気鉄道： 北野線⇒撮影所前駅（B1）、 嵐山本線・ 北野線⇒帷子ノ辻駅（A8） | 京都市 | 右京区 |
| JR-E08     | 嵯峨嵐山駅 京#    | 1.7      | 10.3     | ●    | 嵯峨野観光鉄道：嵯峨野観光線 ⇒トロッコ嵯峨駅 京福電気鉄道： 嵐山本線⇒嵐電嵯峨駅（A12）                                                                                                  | 京都市 | 右京区 |
| JR-E09     | 保津峡駅 京       | 4.0      | 14.3     | ｜   | 嵯峨野観光鉄道：嵯峨野観光線⇒トロッコ保津峡駅 | 亀岡市 | 亀岡市 |
| JR-E10     | 馬堀駅            | 3.8      | 18.1     | ｜   | 嵯峨野観光鉄道：嵯峨野観光線⇒トロッコ亀岡駅 | 亀岡市 | 亀岡市 |
| JR-E11     | 亀岡駅#           | 2.1      | 20.2     | ●    | | 亀岡市 | 亀岡市 |
| JR-E12     | 並河駅            | 3.2      | 23.4     | ●    | | 亀岡市 | 亀岡市 |
| JR-E13     | 千代川駅          | 1.8      | 25.2     | ●    | | 亀岡市 | 亀岡市 |
| JR-E14     | 八木駅            | 3.0      | 28.2     | ●    | | 南丹市 | 南丹市 |
| JR-E15     | 吉富駅            | 4.1      | 32.3     | ●    | | 南丹市 | 南丹市 |
| JR-E16     | 園部駅#           | 1.9      | 34.2     | ●    | 西日本旅客鉄道： 山陰本線（福知山方面） | 南丹市 | 南丹市 |

1. ↑  湖西線の正式な起点は東海道本線山科駅だが、運転系統上は全列車が京都駅に乗り入れる

- 保津峡駅は、駅本屋は亀岡市にあるが、ホームが京都市に跨っている。
- 直営駅は京都駅・梅小路京都西駅・二条駅・嵯峨嵐山駅・亀岡駅・園部駅の6駅である。保津峡駅・千代川駅・八木駅・吉富駅が終日無人駅で、そのほかの駅はJR西日本交通サービスによる業務委託駅である。

### 梅小路新駅
かねてより京都駅 - 丹波口駅間にある七条通付近に新駅を設置する構想があったが、2014年（平成26年）5月に行われた京都商工会議所の要望などを受け、同年8月より正式に検討が開始された。こののち、2015年（平成27年）2月2日に京都市とJR西日本との間で新駅設置事業に関する基本合意書が締結され、事業化が決定した。2016年（平成28年）に着工し、2019年（平成31年）に開業する予定とした。
梅小路公園周辺には、2012年（平成24年）に京都水族館が、2016年（平成28年）に京都鉄道博物館がそれぞれ開業したものの、京都駅から約1 km離れていてアクセスが悪いことと、梅小路公園周辺の活性化を図るため、JR西日本と京都市が新駅設置で合意した。事業費は概算49億円としており、JR西日本が19億円、京都市が15億円、残る15億円は国の補助金を充当する。一日の平均乗降数を約7,000人と見込む。
駅名については、京都市が公募した結果などをもとにしてJRが判断して決定することになり、京都市が2018年（平成30年）3月から4月にかけて実施した公募（応募総数1257件）では1位が「梅小路」、2位が「梅小路公園」であった。2018年（平成30年）7月20日、駅名を梅小路京都西駅に決定したと発表、2019年（平成31年）3月16日に開業した。